# Zbrodnie niemieckie w kampanii wrześniowej

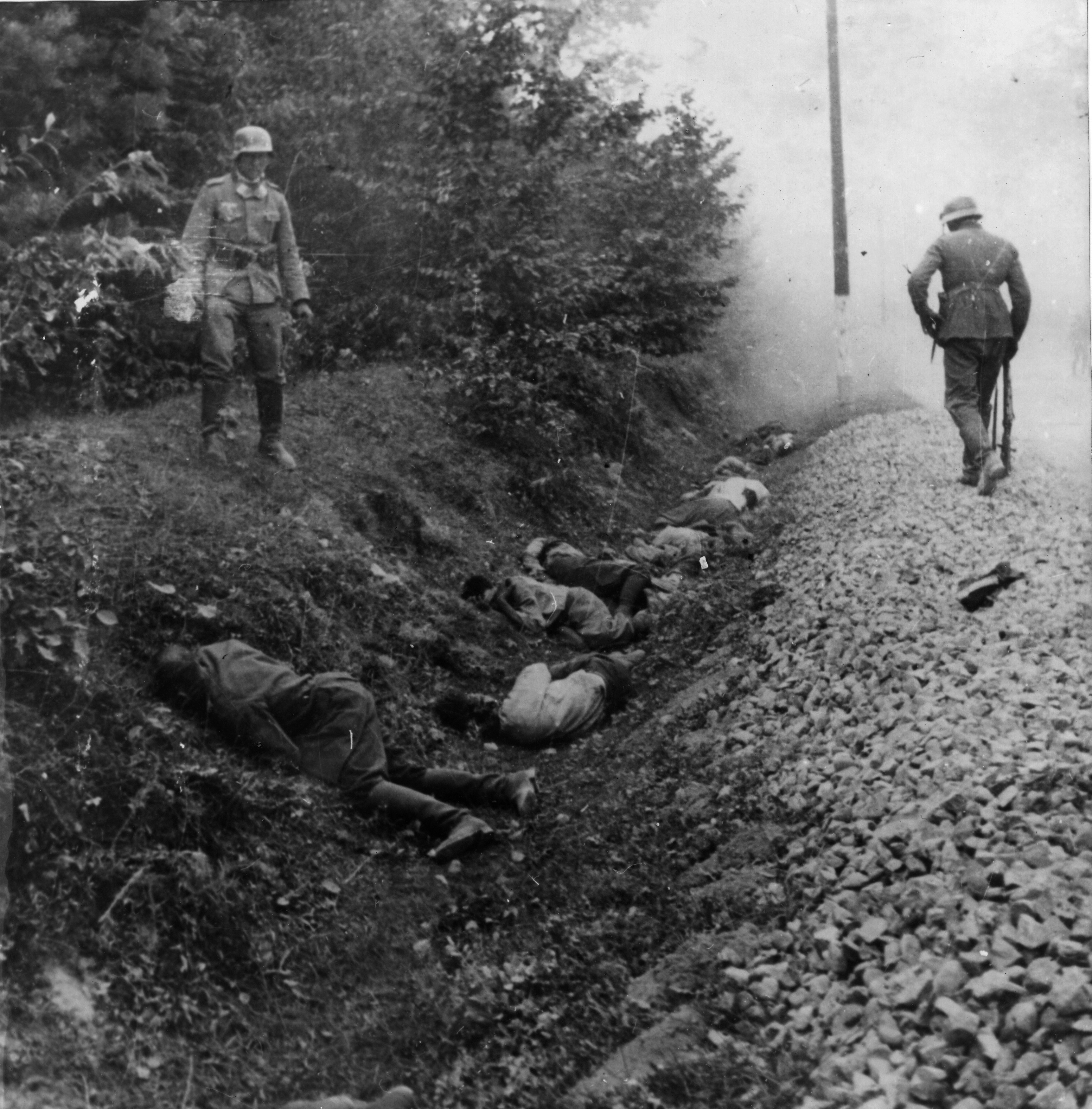
Polscy jeńcy wojenni zamordowani pod Ciepielowem, 8 września 1939

Zbrodnie niemieckie w kampanii wrześniowej – masowe mordy na ludności cywilnej i jeńcach wojennych, ataki na niebronione obiekty cywilne, gwałty, grabieże, niszczenie mienia oraz inne poważne naruszenia prawa wojennego, których dopuszczały się niemieckie formacje wojskowe, policyjne i paramilitarne podczas agresji na Polskę we wrześniu 1939 roku.
Wkroczeniu oddziałów Wehrmachtu do Polski towarzyszyła fala przemocy. W odwecie za rzekome ataki partyzantów lub opór stawiany przez polskie oddziały niemieccy żołnierze wielokrotnie palili wsie i osiedla oraz mordowali ich mieszkańców. Szacuje się, że we wrześniu 1939 roku zniszczeniu uległo 434 lub 476 polskich wsi. Masakry i odwetowe egzekucje miały również miejsce w miastach, zwłaszcza w Bydgoszczy i Częstochowie. Na wszystkich obszarach operacyjnych dochodziło do zbrodni na polskich jeńcach wojennych. W miejscowościach zamieszkanych przez Żydów niemieccy żołnierze przeprowadzali tzw. błyskawiczne pogromy, którym często towarzyszyły masowe mordy, grabieże i podpalenia synagog. Luftwaffe wielokrotnie atakowała cele cywilne, w tym niebronione miejscowości, szpitale, kościoły, obiekty zabytkowe, a także pociągi ewakuacyjne i uchodźców na drogach. W szeregach niemieckiej armii odnotowano ponadto poważne problemy z dyscypliną, czego konsekwencją były liczne rabunki i gwałty.
Jednocześnie w ślad za armiami Wehrmachtu podążały Einsatzgruppen, które na świeżo zajętych terenach przeprowadzały masowe aresztowania i egzekucje. Ich ofiarami padali przede wszystkim przedstawiciele tzw. polskiej warstwy przywódczej oraz Żydzi.
Szacuje się, że między 1 września a 25 października 1939 roku, czyli do momentu zniesienia zarządu wojskowego na okupowanych ziemiach polskich, Wehrmacht, SS, Ordnungspolizei, Volksdeutscher Selbstschutz i inne niemieckie formacje przeprowadziły 714 egzekucji, w których zamordowano około 16 tys. cywilów. Ponad 12 tys. ofiar, czyli blisko 75%, zostało zamordowanych jeszcze we wrześniu 1939 roku. Co najmniej 3 tys. wziętych do niewoli żołnierzy Wojska Polskiego zamordowano z dala od działań bojowych. Ponadto nawet do kilkudziesięciu tysięcy cywilów poniosło śmierć na skutek niemieckich nalotów lotniczych i ostrzału artyleryjskiego.

## Geneza

### Plany Adolfa Hitlera wobec Polski
Wojna z Polską była postrzegana przez Adolfa Hitlera i pozostałych nazistowskich przywódców nie jako klasyczny konflikt militarny, lecz jako przedsięwzięcie mające doprowadzić do daleko idących zmian terytorialnych i ludnościowych w Europie Środkowo-Wschodniej. Zamiary te nie były ukrywane przed najwyższymi dowódcami Wehrmachtu. 10 lutego 1939 roku, a więc jeszcze przed wybuchem otwartego kryzysu w stosunkach polsko-niemieckich, Hitler wygłosił przemówienie do generałów, w którym oświadczył, że „następna wojna będzie mieć charakter czysto światopoglądowy, to znaczy będzie wojną narodową i rasową”.
25 marca 1939 roku Hitler oznajmił Naczelnemu Dowódcy Wojsk Lądowych gen. Waltherowi von Brauchitschowi, że „Polskę trzeba będzie tak zniszczyć, żeby w następnych dziesięcioleciach jako czynnik polityczny nie musiała być brana pod uwagę”. Z kolei podczas narady z udziałem najwyższych dowódców Wehrmachtu, która odbyła się 23 maja tegoż roku, podkreślił, że celem planowanej agresji nie będzie wyłącznie odzyskanie Gdańska i innych ziem dawnego zaboru pruskiego, lecz „rozszerzenie przestrzeni życiowej na wschodzie i zapewnienie wyżywienia naszemu narodowi”. Nie ukrywał przy tym, że elementami polityki wobec podbitego kraju będą masowe przesiedlenia oraz szeroko zakrojone wykorzystanie przymusowej siły roboczej. Dodatkowo, 14 sierpnia w rozmowie z generałami Von Brauchitschem i Franzem Halderem oznajmił, że zmierza do rozbicia Polski głębszego niż porażka militarna. Wszystkie te zapowiedzi nie wzbudziły żadnych zastrzeżeń wśród niemieckiej generalicji; jej obawy dotyczyły wyłącznie perspektywy wojny z mocarstwami zachodnimi.
22 sierpnia 1939 roku najwyżsi dowódcy Wehrmachtu przybyli na zaproszenie Hitlera do jego letniej rezydencji na Obersalzbergu. Spotkanie miało tajny charakter, a sporządzanie notatek było surowo zabronione. Niemniej przemowa, którą wygłosił wtedy Führer, zachowała się w pięciu wersjach. Admirał Wilhelm Canaris, którego notatki są uznawane za najbardziej wiarygodne, odnotował słowa Hitlera, iż zbliżający się konflikt będzie „wojną unicestwienia” a jego celem jest „całkowite zniszczenie Polski”. Hitler miał również rozkazać swoim generałom:

Bądźcie bez litości! Bądźcie brutalni! 80 milionów ludzi musi dostać to, co im się należy, a należy im się zapewnienie ich egzystencji. Prawo jest po stronie silniejszego. Trzeba postępować z największą surowością.

Według innej wersji Führer miał zapowiedzieć:

Przygotowałem więc, na razie tylko na Wschodzie, oddziały Totenkopf i rozkazałem im zabijać bez litości i pardonu mężczyzn, kobiety i dzieci polskiego pochodzenia i polskiej mowy. Tylko w ten sposób zdobędziemy przestrzeń życiową, której potrzebujemy.

### Stosunek żołnierzy i dowódców Wehrmachtu do mieszkańców Polski
Jochen Böhler, analizując zbrodnicze zachowanie żołnierzy Wehrmachtu wobec polskich cywilów i jeńców wojennych we wrześniu 1939 roku, doszedł do wniosku, że wynikało ono ze splotu czynników motywacyjnych, sytuacyjnych i psychologicznych. Wskazuje w tym kontekście:
- indoktrynację w duchu nazistowskim, której poddawano żołnierzy zarówno podczas podstawowego przeszkolenia w Wehrmachcie, jak i w instytucjach, z którymi stykali się przed rozpoczęciem czynnej służby wojskowej, takich jak Hitlerjugend, SA, RAD itp.[11]
- głęboko zakorzenione antysemickie oraz antypolskie i antysłowiańskie uprzedzenia i stereotypy. Zostały one dodatkowo wzmocnione przez propagandę nazistowską, która w obliczu zbliżającej się wojny eksploatowała m.in. wątek rzekomych prześladowań mniejszości niemieckiej w Polsce[12].
- zetknięcie się z ubogimi warunkami życia w Polsce, które wzmocniło uprzedzenia wśród żołnierzy, w tym przekonanie o „niższości cywilizacyjnej” i „demoralizacji” miejscowej ludności. Konsekwencją była niewrażliwość na jej cierpienia oraz zmniejszenie oporów przed stosowaniem przemocy[13][b]. Jednocześnie zetknięcie się z Żydami wschodnioeuropejskimi (Ostjuden) – często ortodoksyjnymi wyznawcami judaizmu, którzy znacznie różnili się ubiorem i zwyczajami od Żydów niemieckich – przyczyniło się do nasilenia antysemickich nastrojów w szeregach Wehrmachtu[14].
- brak doświadczenia bojowego większości niemieckich żołnierzy, przekładający się na nadmierną nerwowość i agresję, znajdujące ujście w przemocy wobec jeńców i ludności cywilnej[15].

Antypolskie i antysemickie uprzedzenia znalazły odzwierciedlenie także w instrukcjach i dyrektywach, które żołnierze otrzymali przed wybuchem wojny. Niemieckie dowództwo zakładało w szczególności, że wkraczające do Polski oddziały będą musiały zmierzyć się z licznymi aktami sabotażu oraz aktywnym udziałem ludności cywilnej w działaniach bojowych. Takie nastawienie wynikało zarówno z doświadczeń zdobytych podczas powstań śląskich, jak i z głęboko zakorzenionego w niemieckiej tradycji wojskowej lęku przed partyzantami (jego źródła sięgały czasów wojny francusko-pruskiej).
W „Instrukcji dotyczącej polskiego sposobu prowadzenia wojny” (Merkblatt über Eigenarten der polnischen Kriegsführung), którą Wydział Obce Armie Wschód wydał 1 lipca 1939 roku, znalazły się m.in. ostrzeżenia, że Polacy są „fanatycznie podburzeni” (za co „z reguły odpowiedzialne jest duchowieństwo katolickie”), „uprzejme traktowanie szybko zostanie uznane za wyraz słabości”, a Żydzi „widzą w Niemcach swoich osobistych wrogów, ale za pieniądze są zdolni do wszystkiego”. Ten sam dokument ostrzegał również przed możliwymi aktami sabotażu, w tym niszczeniem i zatruwaniem zapasów żywności. W instrukcji wydanej przez Oberkommando der Wehrmacht, którą w ostatnich dniach sierpnia 1939 roku rozesłano do jednostek szczebla dywizji, zawarto ostrzeżenie, iż „okrucieństwo, brutalność, podstęp i kłamstwo to metody walki, które wzburzony Polak stosuje zamiast spokojnej siły”. Z kolei w zarządzeniu specjalnym dowództwa 8 Armii dla służb tyłowych z 24 sierpnia 1939 roku znalazło się zalecenie, by nie ufać Polakom i Żydom zamieszkującym na pobitych terenach, lecz widzieć w nich wrogów i stosownie do tego traktować.
Spodziewany opór ludności cywilnej niemieckie dowództwo zamierzało zdławić w sposób „energiczny i bezwzględny”. 9 sierpnia 1939 roku Oberkommando des Heeres wydało zarządzenie, w którym zalecało, aby „gdy tylko pozwoli na to sytuacja na froncie”, wszyscy zdolni do służby wojskowej mężczyźni narodowości polskiej i żydowskiej w wieku od 17 do 45 lat zostali internowani i potraktowani jak jeńcy wojenni.
Ostrzeżenia przed możliwymi atakami partyzantów były wydawane również na niższych szczeblach, m.in. przez dowództwa poszczególnych dywizji, a nawet pułków. Między innymi, w dniu rozpoczęcia działań wojennych dowódca 20 pp 10 DP rozkazał swoim żołnierzom: „Nie bądźcie łatwowierni, lecz traktujcie każdego polskiego obywatela jak fanatycznego wroga, który walczy z wami wszelkimi środkami! […] Bądźcie bezlitośni dla każdego partyzanta, którego napotkacie z bronią w ręku!”.
Jak pokazała rzeczywistość, tego typu rozkazy i ostrzeżenia znacznie zwiększyły nerwowość niedoświadczonych niemieckich żołnierzy, potęgując ich gotowość do stosowania przemocy wobec cywilów i jeńców.

## Operacja „Tannenberg”

### Przygotowania i cele
22 maja 1939 roku w Głównym Urzędzie Służby Bezpieczeństwa (SD-Hauptamt) została utworzona tzw. Zentralstelle II P. Jej zadaniem było zewidencjonowanie Niemców mieszkających w Polsce, Polaków mieszkających w III Rzeszy, a także tych Polaków zamieszkujących w Polsce, którzy „wyróżnili się w trakcie walk narodowościowych” lub byli zaangażowani w krzewienie polskości w Niemczech. Zakładano, że kartoteki komórki II P zostaną „oddane do dyspozycji ewentualnej grupie operacyjnej”. Zbierano także informacje na temat polskich Żydów, w czym uczestniczył referat SD ds. żydowskich (II 112).
W lipcu i sierpniu 1939 roku SS-Brigadeführer Werner Best utworzył – przy ścisłej współpracy z szefem wywiadu zagranicznego SD Walterem Schellenbergiem i w oparciu o podległe sobie referaty Urzędu Administracji i Prawa w Głównym Urzędzie Policji Bezpieczeństwa (Hauptamt Sicherheitspolizei) oraz wydział I Urzędu Tajnej Policji Państwowej (Gestapo Amt) – normatywny, personalny i techniczny szkielet grup operacyjnych SD i Sicherheitspolizei (Einsatzgruppen), które miały operować na tyłach każdej z armii Wehrmachtu uczestniczących w inwazji na Polskę.
Przed końcem sierpnia 1939 roku utworzono pięć Einsatzgruppen, o numerach porządkowych I–V. Na początku września, już po wybuchu wojny, sformowane zostały dwie kolejne grupy operacyjne: Einsatzgruppe VI i Einsatzgruppe zur besonderen Verwendung, a ponadto samodzielny oddział Einsatzkommando 16. Działania prowadzone przez SD i policję bezpieczeństwa w Polsce otrzymały kryptonim „Tannenberg”. Nazwę Unternehmen „Tannenberg” (operacja „Tannenberg”) nosił także referat specjalny w Głównym Urzędzie Policji Bezpieczeństwa, utworzony w celu koordynacji działań Einsatzgruppen.
Jeszcze przed wybuchem wojny, w oparciu m.in. o informacje uzyskane od niemieckich konfidentów w Polsce, opracowano tzw. Sonderfahndungsliste („Specjalna lista poszukiwań dla Polski”) oraz inne listy proskrypcyjne. Zawierały one dane obywateli polskich, którzy mieli zostać aresztowani przez Einsatzgruppen po wybuchu wojny. Oryginał Sonderfahndungsliste nie zachował się. W polskiej literaturze przedmiotu przez długi czas pokutowało przekonanie, że lista proskrypcyjna, którą przygotowano przed rozpoczęciem wojny, nosiła nazwę Sonderfahndungsbuch Polen („Specjalna księga gończa dla Polski”). W rzeczywistości dokument o tej nazwie, który odnaleziono po wojnie, został wydany najprawdopodobniej dopiero w grudniu 1939 roku.
W „Wytycznych dotyczących operacji Sicherheitspolizei i SD za granicą” z 31 lipca 1939 roku wskazano, że zadaniem Einsatzgruppen będzie „zwalczanie wszelkich elementów wrogich Rzeszy i Niemcom na tyłach wojsk walczących w kraju nieprzyjaciela”. Wydane już po wybuchu wojny zarządzenia doprecyzowały, że do zadań Einsatzgruppen należeć będzie m.in. „ujęcie osób niepewnych pod względem politycznym”, w tym zwłaszcza „osób figurujących na przekazanych listach gończych”, „konfiskata broni, zabezpieczenie akt ważnych dla policji […] ujęcie uciekinierów”. Dowództwo Wehrmachtu prawdopodobnie nie było wtajemniczone w szczegóły zadań Einsatzgruppen, niemniej zapewne już w przededniu wojny zdawało sobie sprawę, że ich działania będą miały zbrodniczy charakter, znacznie wykraczający poza zapewnienie bezpieczeństwa na tyłach walczących wojsk.
Procesy decyzyjne, których efektem końcowym była zakrojona na szeroką skalę akcja eksterminacji polskiej inteligencji, pozostają trudne do zrekonstruowania. Podczas „Pouczenia dowódców wielkiej akcji Policji Bezpieczeństwa” (Unterweisung der Führer eines Grosseinsatzes der Sicherheitspolizei), które odbyło się 18 sierpnia 1939 roku w Berlinie, nie wydano jednoznacznego rozkazu wymordowania polskiej inteligencji. Nie pozostawiono jednak wątpliwości, że będzie ona stanowiła siłę napędową polskiego ruchu oporu. Z relacji Lothara Beutela, potwierdzonej przez Ernsta Gerkego, wynika, że dowódców Einsatzgruppen poinstruowano wtedy, że w odniesieniu do zwalczania polskiego ruchu oporu „dozwolone jest stosowanie wszelkich metod, włącznie z rozstrzeliwaniami i aresztowaniami”, przy czym to poszczególni dowódcy mieli decydować już na miejscu, jakie środki należy zastosować.
Nie można wykluczyć, że jeszcze przed rozpoczęciem wojny Einsatzgruppen otrzymały ustny rozkaz dokonywania egzekucji. Autorzy monografii Einsatzgruppen w Polsce przypuszczają jednak, że niemieckie plany początkowo nie zakładały bezpośredniej eksterminacji „polskiej warstwy przywódczej”. Z datowanych na 29 sierpnia 1939 roku zapisów w dzienniku gen. Franza Haldera wynika, że zadaniem Einsatzgruppen miało być aresztowanie najpierw 10 tys., a następnie 20 tys. osób, a następnie wywiezienie ich do obozów koncentracyjnych. Z kolei podczas narady szefów departamentów w Głównym Urzędzie Policji Bezpieczeństwa, która odbyła się w Berlinie 7 września 1939 roku, podkreślono, iż „kierownicza warstwa ludności w Polsce powinna zostać w miarę możności unieszkodliwiona”. Zaznaczono przy tym jednak, że „warstwa kierownicza, która w żadnym razie nie może pozostać w Polsce, zostanie umieszczona w niemieckich kacetach, natomiast dla warstw niższych zostaną założone prowizoryczne kacety przy granicy, na zapleczu grup operacyjnych, które będą mogły w miarę potrzeby odstawić [tych] ludzi natychmiast do pozostałej szczątkowej Polski”.
Niemniej nazistowska polityka szybko uległa radykalizacji. Zachowane wypowiedzi najwyższych dowódców SS i Wehrmachtu wskazują, że już w pierwszej połowie września 1939 roku Hitler wydał rozkaz fizycznej eksterminacji polskiej arystokracji, inteligencji i duchowieństwa. Od tego momentu zaczęła wzrastać niezależność Einsatzgruppen od Wehrmachtu, a jednocześnie gwałtownie wzrosła brutalność ich działań.

### Przebieg

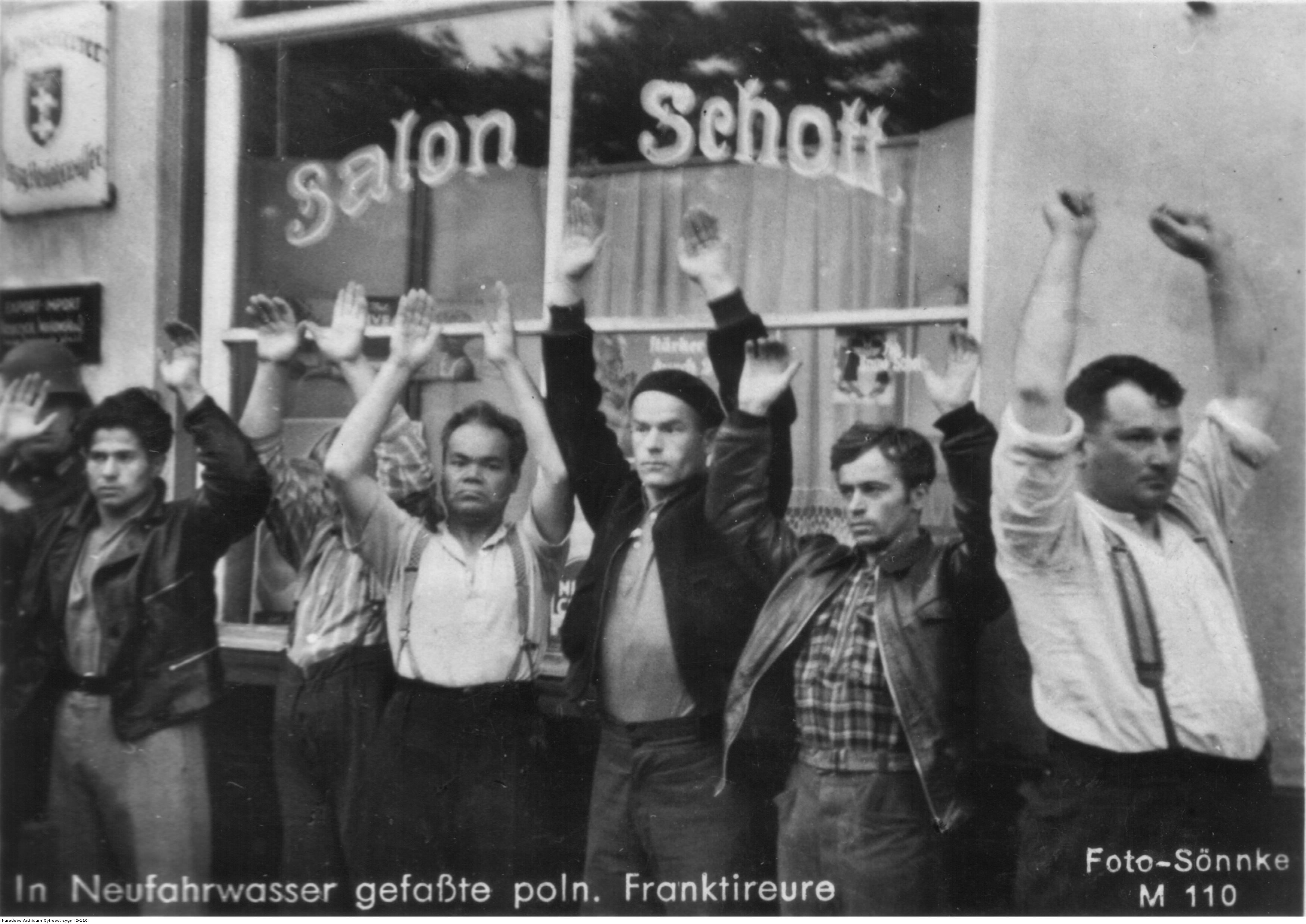
Polacy aresztowani w pierwszych dniach wojny w Wolnym Mieście Gdańsk

W Wolnym Mieście Gdańsku już od pierwszych minut wojny jednostki miejscowej policji i SA przeprowadzały masowe aresztowania Polaków – działaczy miejscowej Polonii oraz pracowników polskich instytucji państwowych. Wielu aresztantów trafiło do obozu koncentracyjnego Stutthof pod Gdańskiem, którego budowa rozpoczęła się 2 września 1939 roku. W Szymankowie funkcjonariusze gdańskiej policji i SA zamordowali 14 polskich kolejarzy wraz z rodzinami. Był to odwet za skierowanie na ślepy tor niemieckiego pociągu pancernego, dzięki czemu polscy żołnierze zdążyli wysadzić strategicznie ważny most na Wiśle w Tczewie.
Einsatzgruppen, które podążały w ślad za nacierającymi wojskami niemieckimi, przeprowadzały masowe aresztowania w świeżo zajętych miastach i miejscowościach. Zatrzymywano i mordowano polskich obrońców cywilnych, których Wehrmacht nie zdążył pojmać i rozstrzelać. Aresztowano także osoby figurujące w Sonderfahndungsbuch Polen oraz te, które zostały zadenuncjowane przez miejscowych volksdeutschów. Zgodnie z wytycznymi: „Kto z Polaków zbiegł, nie może powrócić”, rozstrzeliwano uchodźców z zachodnich województw, którzy usiłowali powrócić do swych domów. Funkcjonariusze Einsatzgruppen przeprowadzali rewizje w domach prywatnych w poszukiwaniu broni, a także przeszukiwali gmachy publiczne oraz siedziby organizacji politycznych i społecznych, starając się zdobyć dokumentację i kartoteki pozwalające na identyfikację ich członków. Do ich zadań należało ponadto przejmowanie zakładów przemysłowych oraz rekwirowanie rozmaitych dóbr materialnych, w tym surowców (takich jak benzyna, olej napędowy czy drewno), gotówki i dewiz w bankach, zbiorów muzealnych i bibliotecznych itp.
Einsatzgruppen były wspierane przez inne jednostki SS, a także przez policję porządkową oraz utworzony w początkach września Volksdeutscher Selbstschutz. Tworzone przez nie prowizoryczne obozy („obozy przejściowe dla jeńców cywilnych”, „obozy zbiorcze”, „obozy dla internowanych”) były pierwszymi niemieckimi obozami, które uruchomiono na okupowanych ziemiach polskich.
W pierwszym tygodniu września liczba egzekucji przeprowadzanych przez Einsatzgruppen była jeszcze relatywnie niewielka, zwłaszcza w porównaniu z masakrami i egzekucjami dokonywanymi w tym okresie przez Wehrmacht. W kolejnych tygodniach zaczęła jednak rosnąć. Najwięcej zbrodni odnotowano na Górnym Śląsku, Pomorzu Gdańskim, w Wielkopolsce i Galicji Zachodniej, czyli w regionach, gdzie operowały częściowo jednocześnie, a częściowo kolejno, nawet 2–3 Einsatzgruppen.
W brutalnej pacyfikacji Bydgoszczy, prowadzonej wspólnie z Wehrmachtem w dniach 5–12 września, uczestniczyły pododdziały Einsatzgruppe IV. Po ich odejściu do miasta dotarł jeden z pododdziałów Einsatzkommando 16, którego funkcjonariusze pod koniec września rozstrzelali członków Zarządu Miejskiego oraz wielu działaczy lokalnych struktur Polskiego Związku Zachodniego (PZZ). W okolicach Kartuz funkcjonariusze EK 16 oraz miejscowi Niemcy z Selbstschutzu zamordowali we wrześniu co najmniej kilkadziesiąt osób, w tym około 20 członków PZZ oraz 10 księży katolickich, których aresztowano na terenie powiatu. We wrześniu w Starogardzie Gdańskim i okolicy rozstrzelano około 150 Polaków.

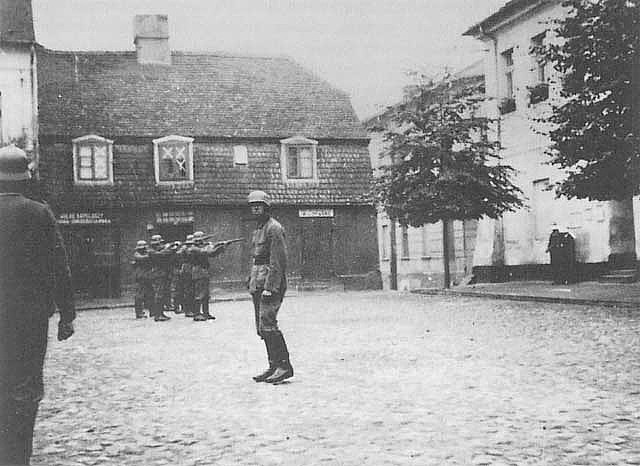
Publiczna egzekucja dwóch zakładników w Koninie, 22 września 1939

W Wielkopolsce egzekucje miały miejsce m.in. w Budzyniu (11, 13, 29 września; 7 ofiar), w Damasławku (7 września, 5 ofiar), w Murowanej Goślinie (18 września, 4 ofiary), w okolicach Rogoźna (17–19 i 24–25 września, ponad 40 ofiar), w Łopiszewie (14 i 21 września, 6 ofiar). Egzekucje polskich więźniów i zakładników zostały także przeprowadzone w Różopolu pod Ślesinem (16 września, 18 ofiar), w Środzie Wielkopolskiej (17 września, 21 ofiar) oraz w Śmiglu i Kościanie (30 września i 2 października, łącznie 16 ofiar). 17 września w Turku rozstrzelano na jednym z placów kilkanaście osób. Egzekucje były przeprowadzane w tym miejscu aż do listopada, a liczba ich ofiar jest szacowana na około 300. Niektóre egzekucje miały publiczny charakter, m.in. w Koninie, gdzie 22 września zamordowano dwóch zakładników (Polaka i Żyda).
W Wielkopolsce, a także na Górnym Śląsku, pretekstem do prześladowania Polaków i Żydów stało się rzekome „polskie powstanie”. Między innymi, w Lublińcu Einsatzgruppe II rozstrzelała około 17 września 164 lub 180 rzekomych „powstańców i szabrowników”. Z kolei w Małopolsce i na Podkarpaciu głównym celem Einsatzgruppen była ludność żydowska.
Fakt, że oddziały zabezpieczające tyły zostały wzmocnione przez formacje policyjne i paramilitarne, takie jak Einsatzgruppen, SS-Verfügungstruppe, SS-Totenkopfverbände i Volksdeutscher Selbstschutz, był przyjmowany z aprobatą przez niemiecką generalicję. Jednocześnie alarmistyczne meldunki wojskowe o rzekomo rozwijającej się na tyłach wojnie partyzanckiej posłużyły kierownictwu SS jako pretekst do zaostrzenia represji wobec polskiej i żydowskiej ludności. Już 3 września Reichsführer-SS Heinrich Himmler wydał Einsatzgruppen rozkaz natychmiastowego rozstrzeliwania „polskich powstańców złapanych na gorącym uczynku albo z bronią w ręku”. Protesty wojska przeciwko zbrodniom popełnianym przez Einsatzgruppen początkowo wynikały wyłącznie z przekonania, że są to ekscesy spowodowane brakiem dyscypliny. Gdy jednak stało się jasne, że masowe egzekucje odbywają się na podstawie odgórnych rozkazów, krytyka ze strony Wehrmachtu umilkła.
20 listopada 1939 roku Einsatzgruppen zostały oficjalnie rozwiązane. Na ich bazie powstały pierwsze w okupowanej Polsce stacjonarne placówki SD i Sicherheitspolizei. Szacuje się, że do końca 1939 roku liczba osób zamordowanych w okupowanej Polsce przez lub przy udziale funkcjonariuszy Einsatzgruppen mogła wynieść około 47 tys. (w tym około 7 tys. Żydów).

## Zbrodnie na jeńcach wojennych

### Masakry i egzekucje

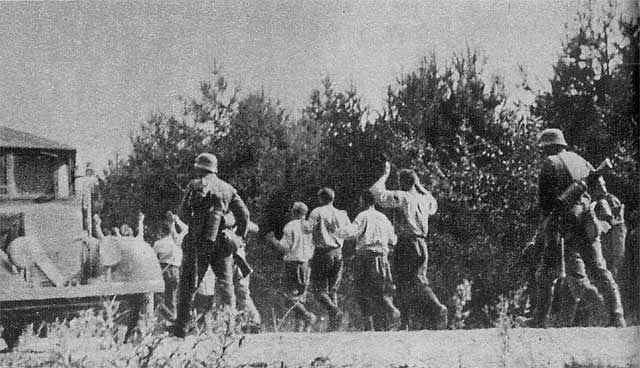
Ciepielów, 8 września 1939. Polscy jeńcy prowadzeni na egzekucję.

Przed rozpoczęciem inwazji na Polskę niemieckie dowództwo nie wydało oficjalnych rozkazów nakazujących mordowanie jeńców wojennych. Niemniej rozstrzeliwanie wziętych do niewoli żołnierzy Wojska Polskiego było zjawiskiem masowym, występującym we wrześniu 1939 roku na wszystkich obszarach operacyjnych Wehrmachtu. Szymon Datner odnotował co najmniej 32 przypadki egzekucji i masakr, których ofiarami byli polscy jeńcy. Do tego typu zbrodni dochodziło zarówno bezpośrednio po walce, jak i na punktach zbornych lub w prowizorycznych obozach jenieckich. Szacuje się, że we wrześniu 1939 roku ponad 3 tys. żołnierzy Wojska Polskiego zostało zabitych z dala od toczących się działań bojowych.
Zdaniem Jochena Böhlera zbrodnie na polskich jeńcach miały na ogół spontaniczny charakter. Jego zdaniem stał za nimi, podobnie jak w przypadku zbrodni na cywilach, splot czynników motywacyjnych i sytuacyjnych. Böhler podkreśla, że na tradycyjne antysłowiańskie uprzedzenia nałożył się w tym wypadku brak doświadczenia niemieckich żołnierzy. Sposób prowadzenia walki przez Polaków, którzy w obliczu technicznej i liczebnej przewagi wroga stosowali działania opóźniające, wykorzystując lasy lub zabudowania, był uznawany przez Niemców za „nieuczciwy” i „podstępny”. Za straty poniesione w takich starciach mścili się, przeprowadzając masowe oraz indywidualne egzekucje polskich jeńców.
Zbrodni na jeńcach dokonywano niekiedy w akcie zemsty za rzekome polskie ekscesy wobec członków mniejszości niemieckiej. Zdarzało się również, że zbyt nerwowi i niedoświadczeni niemieccy strażnicy nie potrafili sobie poradzić z opanowaniem dużych grup jeńców, co prowadziło do brutalnych i niewspółmiernych reakcji na prawdziwe lub urojone próby ucieczek. Ponadto polscy żołnierze z rozbitych jednostek, którzy na skutek szybkich postępów Wehrmachtu znaleźli się na niemieckich tyłach, nie byli uznawani za członków regularnych sił zbrojnych, lecz za „partyzantów”. Takie podejście zostało usankcjonowane w rozporządzeniu Oberkommando des Heeres z 12 września 1939 roku. Dokument ten, inspirowany przez samego Hitlera, mimo trwających wciąż działań wojennych zakazywał nie-Niemcom posiadania jakiejkolwiek broni na terenach okupowanych położonych na zachód od Sanu i środkowej Wisły oraz na północ od Narwi.
W nocy z 4 na 5 września na polu pod Serockiem żołnierze niemieckiego 604. batalionu budowy dróg niespodziewanie otworzyli ogień do tłumu jeńców z Armii „Pomorze”. W bezładnej strzelaninie zginęło od 69 do 84 polskich żołnierzy oraz internowanych cywilów. 6 września w pobliżu wsi Moryca Niemcy rozstrzelali 19 oficerów 76 pp. Ponadto pewną liczbę szeregowych żołnierzy tego pułku spalono żywcem w Morycy i w pobliskiej Longinówce. 8 września pod Ciepielowem żołnierze niemieckiej 29 DP (zmot.) przeprowadzili kilka egzekucji jeńców wojennych. Zazwyczaj przyjmuje się, że ofiarą tej najbardziej znanej zbrodni z okresu kampanii wrześniowej padło około 300 polskich żołnierzy (przede wszystkim z 74 pp), aczkolwiek liczba ofiar była prawdopodobnie niższa. 10 września na dziedzińcu kościoła w Piasecznie rozstrzelano 15 jeńców wojennych (według innych źródeł liczba ofiar wyniosła 21). 12 września w gmachu szkoły powszechnej w Szczucinie żołnierze Wehrmachtu spalili żywcem bądź zastrzelili co najmniej 40 polskich jeńców. W tej samej masakrze zamordowano również około 30 cywilnych uchodźców oraz 25 miejscowych Żydów. W nocy z 13 na 14 września na placu koszarowym w Zambrowie niemieccy strażnicy otworzyli ogień do polskich jeńców, wśród których wybuchła panika po tym, jak na plac wpadły przestraszone konie. W bezładnej strzelaninie zginęło około 200 jeńców, a kolejnych stu odniosło rany. 18 września w okolicach Śladowa, nad brzegiem Wisły, Niemcy dokonali masakry wziętych do niewoli żołnierzy armii „Poznań” i „Pomorze” oraz osób cywilnych – okolicznych mieszkańców i uchodźców. Zazwyczaj, zgodnie z ustaleniami Szymona Datnera, przyjmuje się, że liczba ofiar tej zbrodni wyniosła około 300, choć w rzeczywistości mogła być niższa. 20 września, w odwecie za rzekome okaleczenie przez Polaków niemieckiego żołnierza, w Majdanie Wielkim rozstrzelano 42 jeńców. 22 września w stodole we wsi Urycz żołnierze Wehrmachtu spalili żywcem od 73 do 100 jeńców – żołnierzy 4 psp. Tego samego dnia w Boryszewie pod Sochaczewem rozstrzelano 50 żołnierzy Batalionu Obrony Narodowej „Bydgoszcz”. Zbrodni tej dokonano w odwecie za ich rzekomy udział w mordowaniu volksdeutschów podczas wydarzeń bydgoskiej „krwawej niedzieli”. 26 września, podczas natarcia na warszawską Ochotę, Niemcy – co odnotowano w relacjach bezpośrednich świadków – użyli polskich jeńców w charakterze „żywych tarcz”, pędząc ich przed swoimi czołgami. Wielu jeńców poniosło śmierć w krzyżowym ogniu. 28 września w Zakroczymiu esesmani z Dywizji Pancernej „Kempf” mimo trwającego rozejmu niespodziewanie zaatakowali szykujących się do złożenia broni obrońców twierdzy Modlin. Według orientacyjnych szacunków zginęło wtedy kilkuset polskich żołnierzy oraz około 100 cywilów. Egzekucje polskich jeńców miały ponadto miejsce w Mszczonowie (8 września, 11 ofiar) i Starych Kozłowicach (12 września, 5 ofiar).
Bardzo częste były wypadki, gdy rozstrzeliwano wziętych do niewoli członków Straży Obywatelskich, młodocianych harcerzy oraz członków innych formacji samoobrony lub organizacji paramilitarnych – mimo że zgodnie z konwencją haską jawnie nosili broń i posiadali oznaki wskazujące na ich kombatancki status. Między 9 a 11 września w czterech wielkopolskich miejscowościach – Gnieźnie, Mogilnie, Trzemesznie i Kłecku – żołnierze niemieckiej straży granicznej z Grenzschutz-Abschnitts-Kommando 2 rozstrzelali, jako rzekomych „partyzantów”, od 417 do 500 wziętych do niewoli polskich obrońców. Wśród ofiar byli członkowie Straży Obywatelskiej, żołnierze Obrony Narodowej, członkowie Przysposobienia Wojskowego i Ochotniczej Straży Pożarnej, harcerze, a także uchodźcy z innych powiatów. W Kaliszu i jego okolicach rozstrzelano w pierwszych dniach września co najmniej kilkudziesięciu cywilnych obrońców. 5 października, na mocy wyroku doraźnego sądu wojennego, na Zaspie koło Gdańska rozstrzelano 39 wziętych do niewoli obrońców Poczty Polskiej w Gdańsku. Pozostałych 23 deportowano do obozów koncentracyjnych.
Istnieją relacje wskazujące na przypadki wyławiania z tłumu jeńców wojennych żołnierzy pochodzenia żydowskiego i ich natychmiastowego rozstrzeliwania. Liczba ofiar takich egzekucji pozostaje jednak nieznana.

### Traktowanie w obozach jenieckich i przejściowych

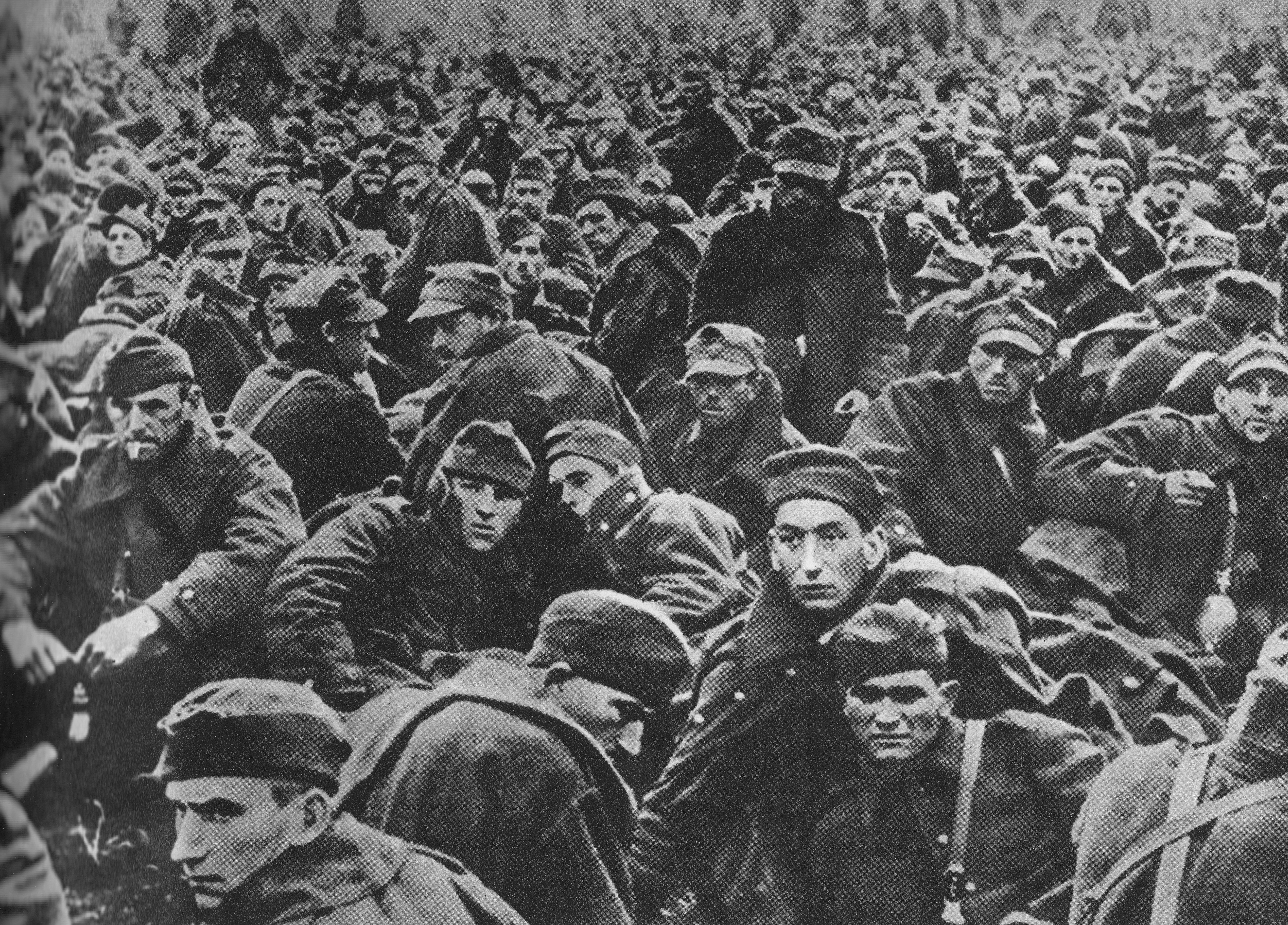
Polscy żołnierze wzięci do niewoli we wrześniu 1939

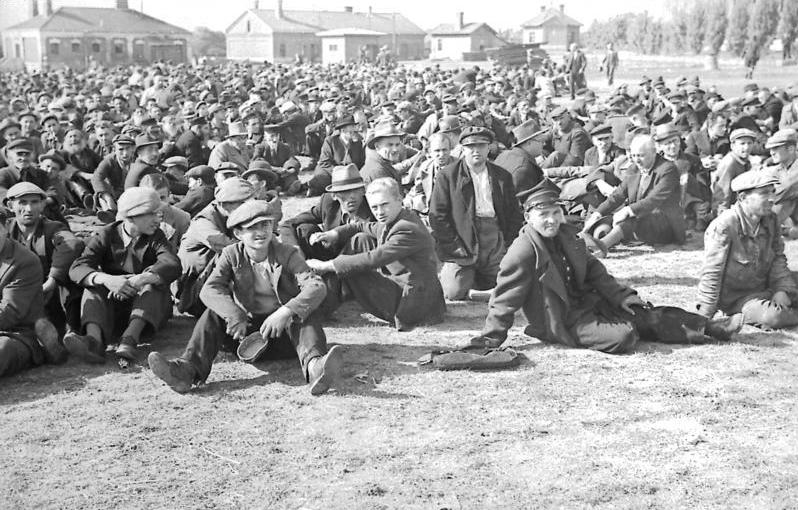
Polscy i żydowscy mężczyźni internowani przez Niemców w Lublinie

We wrześniu 1939 roku niemiecki system obozów jenieckich okazał się nieprzystosowany do stojących przed nim wyzwań. Niemcy nie radzili sobie z transportem jeńców i internowanych. W obozach jenieckich i przejściowych nie zgromadzono wystarczającej ilości żywności i środków medycznych oraz nie przygotowano odpowiednich urządzeń sanitarnych. Już 8 września dowództwo niemieckiego VII KA alarmowało, że „na tyłach panuje sytuacja nie do opisania”, a ponad 6 tys. jeńców i internowanych „w ogóle nie otrzymuje żywności”. O podobnych problemach informowały także inne związki operacyjne.
Poprawnemu traktowaniu jeńców nie sprzyjały rozkazy wydawane przez niemieckie dowództwo. Między innymi, 18 września dowódca 14 Armii gen. Wilhelm List wydał rozkaz, w którym za przejaw braku wojskowej dyscypliny uznał „niegodne zachowanie [niemieckich] żołnierzy, którzy spoufalają się z jeńcami w punktach zbornych i obozach jenieckich”. Zdarzało się, że jeńców wojennych zmuszano do pracy na rzecz niemieckich władz wojskowych i cywilnych.
W wielu miejscowościach, zgodnie z wytycznymi Oberkommando des Heeres z 9 sierpnia 1939 roku, na masową skalę internowano mężczyzn w wieku od 17 do 45 lat. Ich napływ generował dodatkowy chaos i zwiększał obciążenie niemieckich obozów jenieckich. 16 września dowództwo XI KA było zmuszone podjąć na własną odpowiedzialność decyzję, by internować wyłącznie tych cywilów, co do których „istnieje uzasadnione podejrzenie, że są żołnierzami przebranymi w cywilne ubrania”. Po ustaniu działań wojennych większość „jeńców cywilnych” zwolniono do domów. Część została jednak wywieziona do obozów w Niemczech, zwłaszcza do Prus Wschodnich.
16 lutego 1939 roku, a więc na ponad pół roku przed wybuchem wojny, wydano instrukcję, która nakazywała dzielić jeńców przybyłych do obozów według nazistowskich kryteriów rasowych. Już obozach przejściowych, lecz przede wszystkim w stałych obozach jenieckich, żołnierze Wojska Polskiego pochodzenia żydowskiego byli oddzielani od pozostałych jeńców. Tworzono dla nich specjalne „wewnętrzne getta”. Jeńcy pochodzenia żydowskiego byli gorzej żywieni i traktowani, często zmuszano ich do wyczerpującej i upokarzającej pracy. W konsekwencji śmiertelność była wśród nich znacznie wyższa, niż wśród pozostałych jeńców.

## Masakry cywilów i akcje represyjne

### „Partyzanckie urojenia”
Niemal od pierwszych godzin wojny na wszystkich odcinkach frontu niemieckie oddziały masowo zgłaszały meldunki o rzekomych atakach partyzantów. W rzeczywistości Wehrmacht mierzył się w tym wypadku z urojonym wrogiem. Podczas kampanii wrześniowej nie istniał bowiem w Polsce zorganizowany zbrojny ruch oporu, który obejmowałby szerokie rzesze ludności. Nie doszło również do spontanicznego zrywu ludności cywilnej przeciwko wkraczającym Niemcom. Świadczyć może o tym chociażby fakt, że w aktach niemieckiej armii i policji z września 1939 roku nie odnotowano ani jednego nazwiska polskiego cywila, który zostałby schwytany z bronią w ręku. Nawet szczegółowe dochodzenia, które niemiecka Geheime Feldpolizei prowadziła w sprawie rzekomych ataków partyzantów, nie pozwoliły znaleźć dowodów, które potwierdzałyby udział ludności cywilnej w działaniach bojowych.
W pierwszych dniach wojny w wielu miejscach dochodziło natomiast do niekontrolowanej wymiany strzałów, wywołanej nerwowością i brakiem doświadczenia niemieckich rekrutów. Wśród żołnierzy Wehrmachtu, żywiących antysłowiańskie i antysemickie uprzedzenia – pogłębione udzielonymi w przededniu wojny ostrzeżeniami o zagrożeniu ze strony cywilów, tego rodzaju incydenty wzmacniały przekonanie o wszechobecności partyzantki. W konsekwencji odpowiedzialnością za rzekome ataki niemal zawsze obarczano i karano ludność cywilną.
O udział w rzekomych „atakach partyzantów” często podejrzewano Żydów, a także określone grupy społeczne, takie jak duchowieństwo katolickie czy robotników. Niemniej niemieccy żołnierze zazwyczaj byli gotowi stosować represje wobec całej ludności na danym obszarze operacyjnym.

### Pacyfikacje wsi

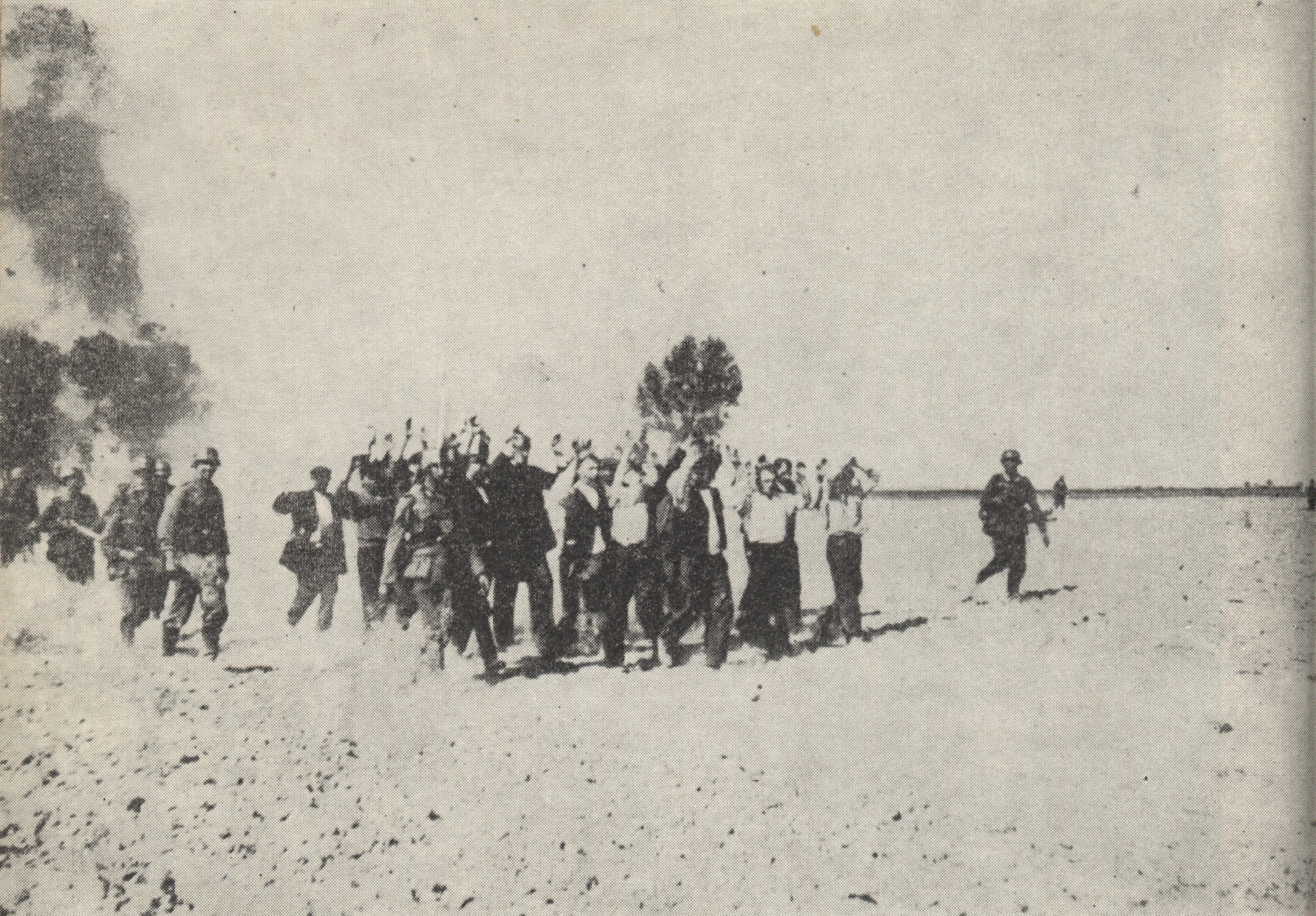
Wrzesień 1939, polscy chłopi prowadzeni na egzekucję. W tle płonąca wieś.

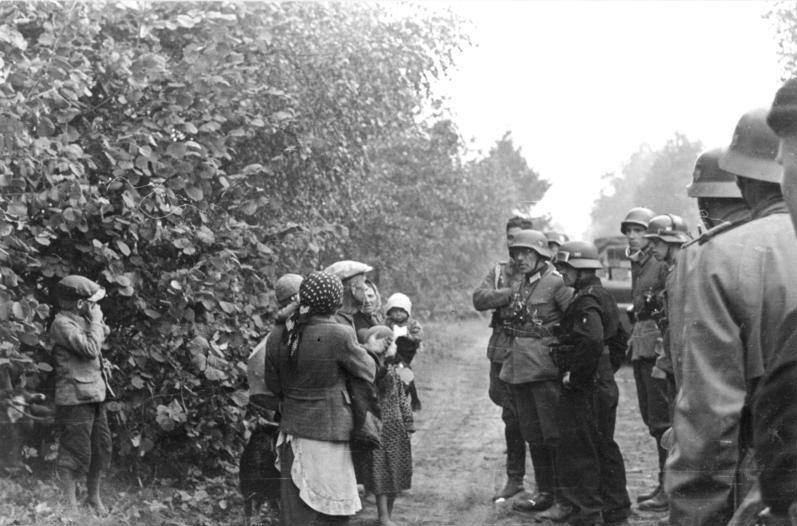
Niemieccy żołnierze w rozmowie z polskimi rolnikami

Autorzy opracowania Zbrodnie hitlerowskie na wsi polskiej 1939–1945 podają, że podczas wojny obronnej 1939 roku wojska niemieckie spaliły 434 wsie. Według innych źródeł zniszczeniu mogło ulec nawet 476 miejscowości. Szczególnie silnie ucierpiała ziemia łódzka. Według Andrzeja Jankowskiego, we wrześniu 1939 roku Niemcy spacyfikowali tam 93 wsie, mordując około 1,2 tys. osób. Szymon Datner i autorzy opracowania Zbrodnie hitlerowskie na wsi polskiej 1939–1945 podają natomiast, że na obszarze powojennego województwa łódzkiego spalono 201 wsi.
Na terenie przedwojennego województwa białostockiego spłonęło całkowicie lub częściowo 49 wsi, z czego trzydzieści zostało spacyfikowanych przez Niemców bez wyraźnego związku z działaniami wojennymi. W 31 wsiach zabito 197 osób, spalono 112 domów i 2535 budynków gospodarczych.
Schemat wielu pacyfikacji był bardzo podobny. Jeśli podczas przemarszu lub postoju doszło do strzelaniny wywołanej przez niedoświadczonych i zbyt nerwowych rekrutów, niemieccy żołnierze natychmiast interpretowali to wydarzenie jako „atak partyzantów” i przystępowali do brutalnej akcji represyjnej, podpalając zabudowania, wrzucając granaty do piwnic, rozstrzeliwując mieszkańców. Nie było to jednak absolutną regułą. W niektórych przypadkach wsie były niszczone w akcie zemsty za opór stawiany oddziałom Wehrmachtu przez żołnierzy Wojska Polskiego, zwłaszcza jeśli ci ostatni prowadzili walkę w oparciu o zabudowania danej miejscowości. Gen. Franciszek Skibiński, szef sztabu 10 Brygady Kawalerii, był przekonany, że palenie wsi służyło zwiększeniu chaosu po stronie polskiej, a przy okazji zapewnieniu nacierającym oddziałom niemieckim nocnego oświetlenia pola walki. Z kolei zdaniem Datnera palenie wsi i miasteczek stanowiło część składową taktyki terroryzowania ludności i paraliżowania woli oporu.
Wielokrotnie paleniu wsi towarzyszyły masakry i zbiorowe egzekucje. Między innymi, już w pierwszym dniu wojny żołnierze niemieckiej 19 DP doszczętnie spalili przygraniczne Zimnowodę i Parzymiechy. Historycy szacują, że w obu miejscowościach zamordowano od 113 do 191 osób, wśród nich wiele kobiet i dzieci. W nocy z 1 na 2 września w Torzeńcu doszło do gwałtownej strzelaniny, w której zginęło trzech niemieckich żołnierzy, a czterech odniosło rany. W odwecie żołnierze 41 pp 10 DP częściowo spalili wieś i zamordowali 16 mieszkańców. Następnego dnia na rozkaz dowódcy pułku, płk. Friedricha Gollwitzera, w Torzeńcu rozstrzelano 18 polskich mężczyzn. 2 września batalion pionierów należący do tej samej dywizji spacyfikował sąsiedni Wyszanów. Od kul, płomieni oraz wrzucanych do piwnic granatów zginęły wtedy 22 osoby, w większości kobiety, dzieci i osoby starsze. 1–2 września w Gostyniu na Górnym Śląsku Wehrmacht rozstrzelał 14 mieszkańców.
3 września w Świekatowie w Borach Tucholskich rozstrzelano w kilku egzekucjach 22 mieszkańców (według innych źródeł liczba ofiar wyniosła 26 osób). W Mącznikach w Wielkopolsce z rąk żołnierzy 24 DP zginęło tego dnia 19 osób, w tym dzieci. Wieś ta, podobnie jak sąsiedni Ostrów Kaliski, została podpalona. W Małopolsce, w pasie działania niemieckiego XVIII KA, spalono Skomielną Białą, mordując 14 mieszkańców. W odległej o kilkanaście kilometrów Olszówce spalono 18 gospodarstw i zamordowano 13 osób (według innych źródeł liczba ofiar wyniosła 18). 3 września ofiarą pacyfikacji padły ponadto Mysłów, gdzie od niemieckich kul i w płomieniach zginęły 22 osoby, oraz Nierada i Zrębice, gdzie zamordowano 25 osób. 4 września w Kruszynie, w odwecie za śmierć niemieckiego żołnierza (omyłkowo zastrzelonego przez kolegów), zamordowano od 37 do 44 mieszkańców. Tego samego dnia w Kamieńsku, prawdopodobnie w odwecie za udany wypad polskiego 2 psk, Niemcy zamordowali około 25–33 mężczyzn. Również 4 września w Szczawnie rozstrzelano w dwóch egzekucjach 18 Polaków. Następnego dnia w Rudniku, prawdopodobnie w odwecie za opór stawiany przez polskich żołnierzy, rozstrzelano 23 mieszkańców. W nocy z 5 na 6 września w Kajetanowicach doszło do niewyjaśnionej strzelaniny. Mimo iż żaden Niemiec nie ucierpiał, żołnierze 46 DP doszczętnie spalili wieś i zamordowali od 72 do 80 mieszkańców.
Wielu zbrodni dopuściły się w tych dniach nacierające z terytorium Słowacji niemieckie jednostki górskie. Między 5 a 7 września w Świniarsku pod Nowym Sączem żołnierze 2 Dywizji Górskiej, prawdopodobnie mszcząc się za opór stawiany przez polskie oddziały, spalili szereg zabudowań i zamordowali kilkunastu cywilów. 6 września miała miejsce zbrodnia w Szczyrzycu, której ofiarą padło około 10 cywilów i 39 jeńców wojennych. W nocy z 8 na 9 września żołnierze 1 Dywizji Górskiej częściowo spalili Besko, mordując 21 mieszkańców (wśród ofiar byli Polacy i Ukraińcy). Zbrodni prawdopodobnie dokonano w akcie zemsty za porażkę poniesioną przez strzelców górskich podczas starcia w pobliskim Równem. Pacyfikacje wsi miały w tym okresie miejsce także na ziemi kieleckiej. 6 września w Krasnej i Komorowie żołnierze niemieckiej 13 DP (zmot.) zamordowali 28 cywilów, w tym kobiety i dzieci, a drugą z tych wsi rozmyślnie spalili. Tego samego dnia w Charsznicy oddziały niemieckie rozstrzelały 32 osoby.
6–8 września wkraczające oddziały Wehrmachtu spacyfikowały wiele wsi w gminie Niewiesz: Borzewisko (6 ofiar), Dominikowice (29 ofiar), Grocholice (kilkanaście ofiar), Gibaszew i Izabela (kilkanaście ofiar), Józefów (30 ofiar), Lipnica (17 ofiar), Niemysłów i Krępa (26 ofiar), Sempółki (co najmniej 10 ofiar), Szarów (20 ofiar), Wojciechów (8 ofiar). Z Nowej Wsi w sąsiedniej gminie Poddębice wywieziono 15 rolników do pobliskiego Wylazłowa i tam rozstrzelano. W niektórych wsiach doszło do podpaleń, m.in. niemal całkowicie spalono Lipnicę.
8 września w piaskowni pod Książkami na ziemi chełmińskiej oddział SS rozstrzelał 43 Polaków. Tego samego dnia całkowicie spalono Czekaj, mordując 19 mieszkańców. 10 września we wsiach Teresin i Mszadla w wyniku podpaleń i egzekucji dokonywanych przez żołnierzy 10 DP zginęło około 150 osób. Również 10 września we wsiach Laski i Sokołowo na wschodnim Mazowszu, w odwecie za porażkę poniesioną w walce z oddziałami Wojska Polskiego, Niemcy rozstrzelali 20 osób. Tego samego dnia w Bądkowie i Bratoszewicach pod Strykowem zamordowano odpowiednio 22 i 14 mieszkańców. 12 września miały miejsce egzekucje w pobliskich Koźlu i Sadówce, z których każda pochłonęła kilkanaście ofiar. Również 12 września Wehrmacht zamordował 21 mieszkańców wsi Parma pod Łowiczem oraz spalił tam kilka gospodarstw. 13 września w Cecylówce Głowaczowskiej żołnierze niemieccy spalili żywcem w stodole od 54 do 68 mężczyzn z tej wsi, w tym kilkunastu Żydów. Tego samego dnia w Seroczynie esesmani z Dywizji Pancernej „Kempf” rozstrzelali lub zabili przy użyciu granatów około 28–29 mieszkańców, w tym kobiety i dzieci. 13–14 września w Olszewie na Podlasiu, w odwecie za działania Suwalskiej BK, żołnierze Wehrmachtu zamordowali 47 osób, wśród nich cywilów i wziętych do niewoli żołnierzy WP. 15 września w Cechówce (ob. część Sulejówka) z rąk żołnierzy Wehrmachtu zginęło co najmniej 58 cywilów. Tego samego dnia Niemcy spacyfikowali także sąsiednią Długą Szlachecką, gdzie zamordowali 42 osoby. 16 września spacyfikowano Bąków Górny, a następnego dnia pobliskie Retki; w obu wsiach zginęło odpowiednio 18 i 31 osób. 17 września w Łaskarzewie żołnierze 1 DP po wyparciu wojsk polskich ze wsi zamordowali 24 Polaków i 30 Żydów. 18 września w Henrykowie żołnierze Wehrmachtu zamordowali od 73 do 88 osób, w tym wielu uchodźców z zachodniej Polski. Nieustalonego dnia we wsiach Księżopole i Tyszki-Ciągaczki Wehrmacht rozstrzelał 33 mieszkańców i uchodźców.
Niemieckie dowództwo stosunkowo szybko zorientowało się, że fala przemocy spowodowana „partyzanckimi urojeniami” wymyka się spod kontroli i zagraża interesom Wehrmachtu, powodując chociażby utratę kwater i zapasów. Obawiano się ponadto, że ofiarą agresji żołnierzy mogą przypadkowo paść członkowie mniejszości niemieckiej w Polsce. Już 2 września dowództwo 10 DP wydało rozkaz, aby „z całą surowością zakazać podpaleń, które stały się już swego rodzaju manią”. 4 września dowództwo XIII KA, zastrzegając, że „wskazane jest bezwzględne traktowanie partyzantów”, zakazało dokonywania odwetowych podpaleń. Następnego dnia rozkaz o podobnej treści wyszedł z dowództwa 8 Armii. 6 września w rozkazie IV KA odnotowano, iż „z błahej przyczyny wybuchają paniczne strzelaniny i ogromne pożary”, dodając jednocześnie, że z powodu braku doświadczenia żołnierzy i dowódców oddziałów tyłowych istnieje niebezpieczeństwo wybuchu „psychozy na punkcie partyzantów”. Z kolei dowódca 10 Armii gen. Walter von Reichenau w rozkazie z 11 września polecił ukrócić nerwowość wśród żołnierzy i zabronił „palenia domów w akcie odwetu”, zaznaczając jednak, że „w przypadku rzeczywistych ataków na żołnierzy lub innego rodzaju wrogich działań należy przedsięwziąć na miejscu bezwzględne środki”. Nie wdrożono jednak środka, który rzeczywiście mógłby zatrzymać podpalenia i egzekucje, tj. energicznych dochodzeń oraz surowych kar dla sprawców.
W dodatku rozkazy wydawane przez niemieckich dowódców niekiedy sankcjonowały zbrodnie popełnione przez ich podwładnych lub okazywały się co najmniej wewnętrznie sprzeczne. Instrukcje Oberkommando des Heeres (OKH) nakazywały, by ujętych partyzantów stawiać przed sądami wojennymi. Niemniej w wydanym 4 września zarządzeniu specjalnym, dotyczącym zaopatrzenia służb tyłowych 8 Armii, znalazło się zalecenie, by rozstrzeliwać bez sądu nie tylko partyzantów i osoby zatrzymane z bronią w ręku, lecz także polskich cywilów „przebywających w domach i gospodarstwach, z których strzelano do naszych żołnierzy”. Również gen. Von Reichenau wydał w tym dniu rozkaz nakazujący rozstrzeliwać partyzantów „złapanych na gorącym uczynku albo z bronią w ręku”. OKH szybko wystosowało sprostowanie do dowódców armii, wskazując, że partyzantów należy zabijać w walce, a po ujęciu oddawać pod sąd. Niemniej zachęciło jednocześnie, by „w szczególnie ciężkich przypadkach” sądy wojenne karały śmiercią akty sabotażu. W dodatku 10 września OKH wydało rozkaz, by polskich „nieletnich przestępców” sądzić jak dorosłych, jeśli „sprawca pod względem rozwoju nie różni się od osoby powyżej 18. roku życia”. Tego samego dnia dowódca Grupy Armii „Północ”, gen. Fedor von Bock, wydał rozkaz palenia domów położonych za linią frontu, z których strzelano do niemieckich żołnierzy, a w przypadku gdy nie da się ustalić z jakiego domu padł strzał – spalenia całej wsi (o ile nie zostali w niej zakwaterowani żołnierze). Ten sam rozkaz nakazywał stawiać przed sądem sołtysa takiej wsi (w przypadku jego nieobecności – „szanowanych mieszkańców”) ze względu na „uzasadnione podejrzenie współudziału”.

### Masakry i „akcje oczyszczające” w miastach i miasteczkach

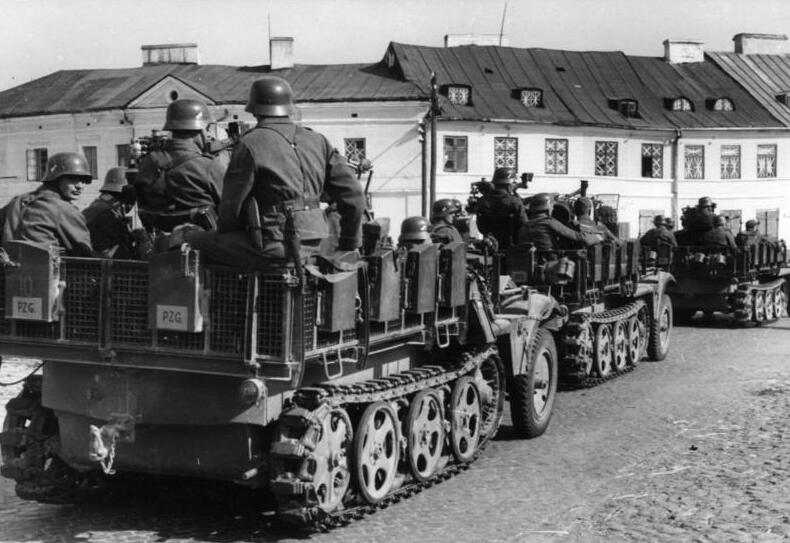
Wkroczenie wojsk niemieckich do Częstochowy

3 września 1939 roku oddziały Wehrmachtu wkroczyły do Częstochowy. Niemcy nie napotkali przy tym żadnego oporu. W pierwszych meldunkach odnotowano, że „mieszkańcy zachowują spokój”. Następnego dnia we wczesnych godzinach popołudniowych w dwóch punktach miasta niespodziewanie wybuchły jednak gwałtowne strzelaniny. W niemieckich pododdziałach wybuchło zamieszanie, przechodzące momentami w panikę. Ośmiu żołnierzy zginęło, a kolejnych czternastu odniosło rany. Natychmiast po przerwaniu ognia Niemcy gruntownie przeszukali okoliczne domy, lecz nie udało im się schwytać żadnego polskiego żołnierza lub partyzanta, ani nawet znaleźć broni lub amunicji. Najprawdopodobniej wspomniane zbrojne incydenty były więc spowodowane niedoświadczeniem i nadmierną nerwowością niemieckich żołnierzy – spotęgowaną napływającymi od pierwszych godzin wojny doniesieniami o rzekomych atakach partyzantów oraz ostrzeżeniami dowództwa przed rzekomo sympatyzującą z komunizmem robotniczą ludnością Częstochowy.
Niemniej żołnierze 42 pp 46 DP uznali, że padli ofiarą ataku partyzantów i rozpoczęli szeroko zakrojoną akcję represyjną. Polaków i Żydów wyciągano z domów, a następnie spędzano do kilku punktów zbornych zorganizowanych naprędce na terenie miasta. Tam zmuszano ich, aby godzinami leżeli twarzą do ziemi bądź stali z rękoma podniesionymi do góry. Zgromadzona na punktach zbornych ludność była maltretowana, szykanowana i zastraszana. Niemieccy żołnierze otrzymali ustne polecenie, aby bezwzględnie strzelać do każdego zatrzymanego, który spróbuje się poruszyć. Mężczyzn separowano od kobiet i dzieci, po czym poddawano gruntownej rewizji. Osoby, przy których odnaleziono chociażby żyletkę, brzytwę lub scyzoryk były odprowadzane na bok i rozstrzeliwane. Wydarzenia te przeszły do historii Częstochowy jako „krwawy poniedziałek”. Dokładna liczba ofiar nie została precyzyjnie ustalona. Podczas ekshumacji przeprowadzonej w pierwszych miesiącach 1940 roku w różnych punktach na terenie miasta odnaleziono zwłoki 194 mężczyzn, 25 kobiet i ośmiorga dzieci (205 Polaków i 22 Żydów). Ekshumacja nie objęła jednak wszystkich miejsc straceń z września 1939 roku. Szymon Datner przypuszczał, że liczba zamordowanych mogła sięgnąć 300. Z kolei według szacunków Polskiego Czerwonego Krzyża w „krwawy poniedziałek” zostało zamordowanych około 500 mieszkańców Częstochowy.
3 września wojska niemieckie zajęły niebroniony Złoczew. Jeszcze tej samej nocy esesmani z pułku „Leibstandarte Adolf Hitler” wspólnie z żołnierzami 95 pp 17 DP niespodziewanie przystąpili do podpalania domów i mordowania ludności. Niemcy otwierali ogień do każdego napotkanego cywila, w tym do osób uciekających z płonących budynków. Mordowano zarówno mężczyzn, jak i kobiety z dziećmi. W relacjach świadków występują m.in. wzmianki o wrzucaniu ofiar do płonących zabudowań oraz o zamordowaniu małego dziecka przy użyciu kolby karabinowej. Ofiarą masakry padło około 200 Polaków i Żydów. Miejscowość została spalona w 80%.

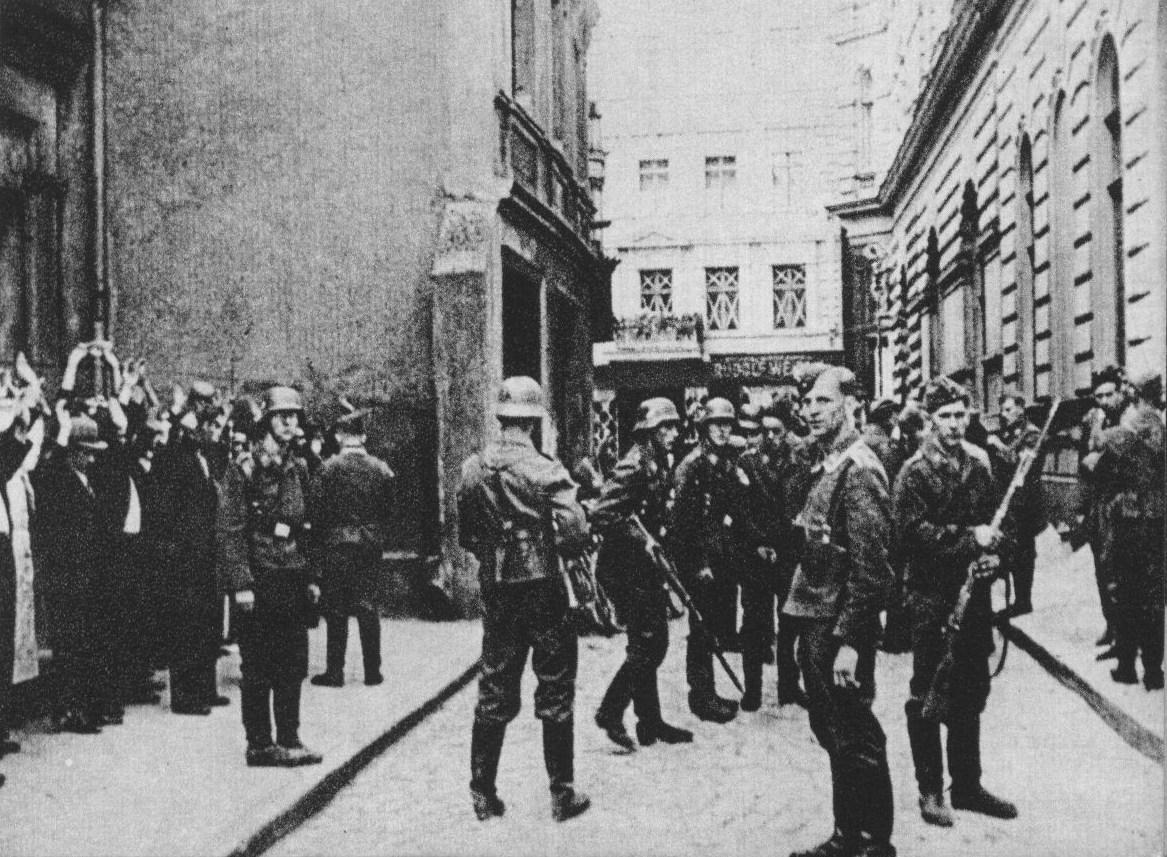
Łapanka na ul. Parkowej w Bydgoszczy

5 września 1939 roku oddziały niemieckiej 50 DP wkroczyły do Bydgoszczy. W mieście nie było już regularnych wojsk polskich, niemniej opór wkraczającym Niemcom stawiła miejscowa Straż Obywatelska (SO). Jej członkowie złożyli broń dopiero po uzyskaniu zapewnienia od gen. Eccarda von Gablenza, iż uzyskają status jeńców wojennych. W rzeczywistości wydano ich w ręce funkcjonariuszy Einsatzgruppe IV. Wielu jeńców, w tym dwaj przywódcy SO: Konrad Fiedler i Marian Miczuga, zostało rozstrzelanych. Niektórych jeńców esesmani zakatowali na śmierć metalowymi prętami. Tymczasem mimo kapitulacji SO okupanci byli przekonani, że w Bydgoszczy trwa „polskie powstanie”. W wielu punktach miasta dochodziło do chaotycznych strzelanin. W odpowiedzi żołnierze Wehrmachtu razem z funkcjonariuszami Einsatzgruppe IV przeprowadzali doraźne aresztowania i egzekucje. Według niemieckich szacunków między 5 a 8 września w Bydgoszczy rozstrzelano od 200 do 400 osób cywilnych. Kilka tysięcy mężczyzn przejściowo aresztowano.

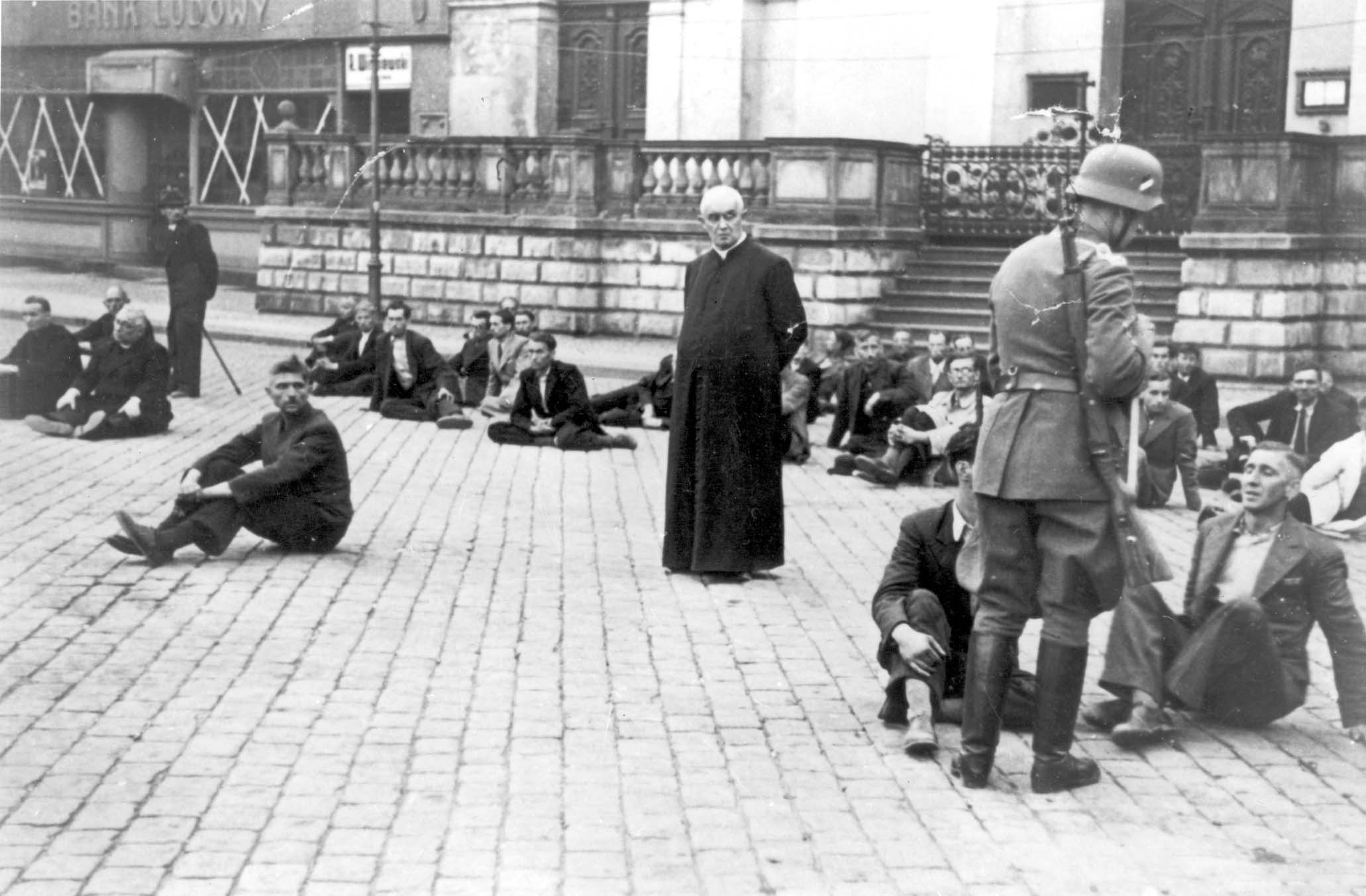
Polscy zakładnicy na Starym Rynku w Bydgoszczy

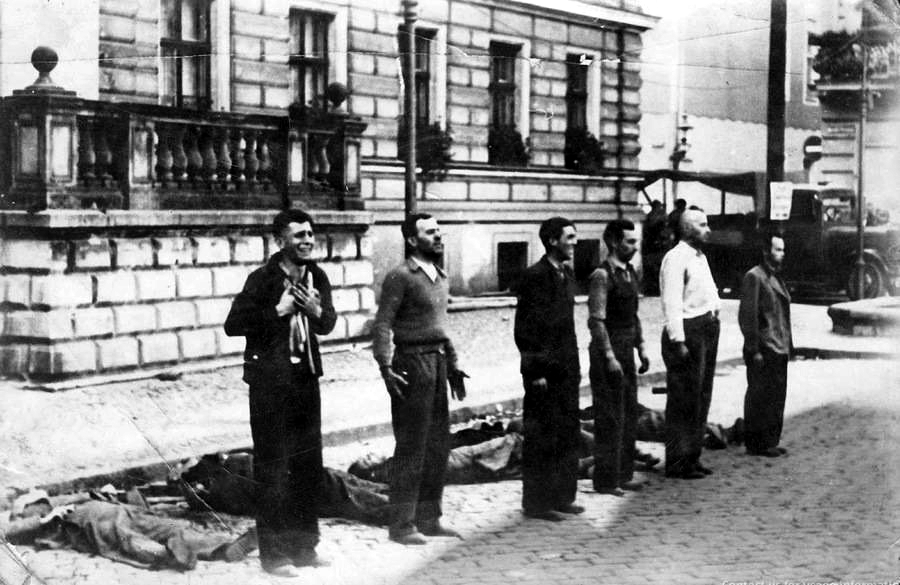
Publiczna egzekucja zakładników na bydgoskim Starym Rynku

8 września wojskowym komendantem Bydgoszczy został mianowany gen. mjr Walter Braemer. Na rozkaz dowództwa 4 Armii, przy aktywnym wsparciu dowódcy Einsatzkommando 1/IV SS-Sturmbannführera Helmuta Bischoffa, rozpoczął on w mieście szeroko zakrojoną „akcję oczyszczającą” (niem. Säuberungsaktion). Niemieccy żołnierze, esesmani i policjanci szczelnym kordonem otaczali zamieszkane przez Polaków dzielnice, po czym systematycznie przeszukiwali dom po domu. W przypadku znalezienia broni (do tej kategorii mogła być zaliczona pamiątkowa szabla, myśliwska dubeltówka, bagnet czy nawet pałka policyjna) lokatorów płci męskiej rozstrzeliwano na miejscu. Pozostałych „podejrzanych” kierowano do prowizorycznego obozu dla internowanych, który zorganizowano na terenie koszar 15 pal. Represje dotknęły w szczególności robotniczą dzielnicę Szwederowo. 9 września na bydgoskim Starym Rynku rozstrzelano w publicznej egzekucji 20 osób. Gdy w nocy z 9 na 10 września w mieście został postrzelony niemiecki żołnierz, Braemer polecił, aby następnego dnia rozstrzelać publicznie na Starym Rynku kolejnych 20 zakładników. Łącznie między 8 a 11 września zamordowano w Bydgoszczy około 370 Polaków. 12 września, na mocy porozumienia między Braemerem a dowódcą Einsatzgruppe IV, SS-Brigadeführerem Lotharem Beutelem, w lasach pod Bydgoszczą rozstrzelano od 120 do 150 aresztowanych Polaków.
8 września do Inowrocławia wkroczył 337 pp z 208 DP. Jeszcze tego samego dnia z pomocą miejscowych volksdeutschów żołnierze spędzili na miejski rynek około 4–5 tys. mieszkańców. Kobiety, dzieci i starców szybko zwolniono do domów, jednakże około 1000 mężczyzn uwięziono w miejscowych koszarach. Większość zwolniono następnego dnia, dwustu zatrzymano w charakterze zakładników. Ponadto w odwecie za opór, który wkraczającym do miasta Niemcom stawiły polskie straże tylne, w pierwszych dniach września rozstrzelano około 20 mieszkańców Inowrocławia.
10 września w Rawie Mazowieckiej, jakoby w odwecie za śmierć dwóch niemieckich żołnierzy, rozstrzelano około 40 osób. Wśród ofiar byli Polacy i Żydzi, mieszkańcy miasta oraz uchodźcy z innych części Polski.
12 września na dziedzińcu zakładów PZL na podwarszawskim Okęciu, w odwecie za śmierć niemieckiego oficera, rzekomo zastrzelonego przez członka klubu sportowego PZL, żołnierze Wehrmachtu zamordowali co najmniej 25 polskich mężczyzn, których wyciągnęli z pobliskich domów.

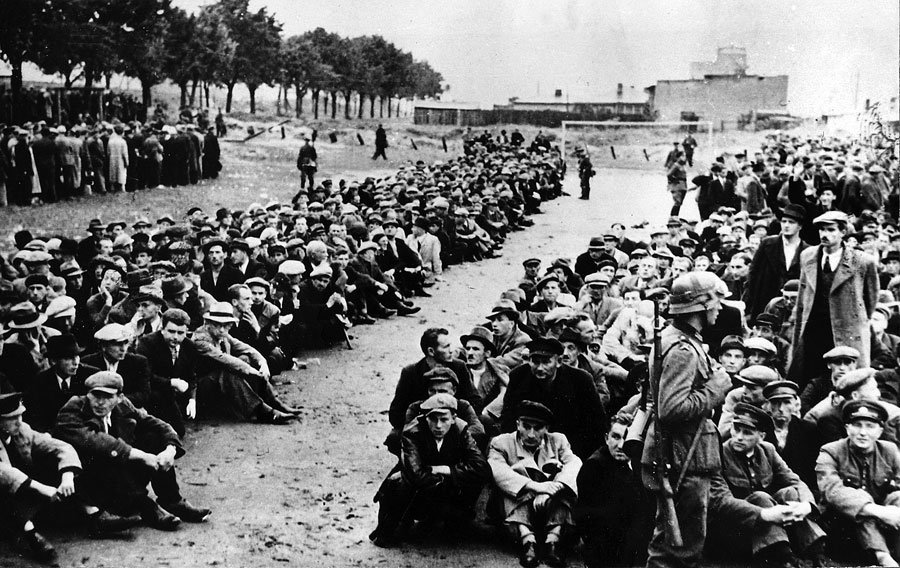
Polacy internowani po zdobyciu Gdyni

Po upadku Gdyni Niemcy przeprowadzili w mieście szeroko zakrojoną „akcję oczyszczającą”. Między 13 a 15 września policja i wojsko aresztowały tam blisko 7 tys. osób. Więźniów osadzano w kościołach, kinach i halach, które zamieniono w prowizoryczne areszty. W wyniku przesłuchań, które prowadzono przez następne trzy dni, zwolniono 3 tys. osób. Przesłuchania kontynuowano w następnych dniach. Ostatecznie 2250 osób zostało prewencyjnie aresztowanych. Ponadto Niemcy ujęli 130 osób, których nazwiska widniały na listach proskrypcyjnych, a kolejnych 120 osób zatrzymali w charakterze zakładników.

### Zbrodnie niemieckie na Górnym Śląsku
Na Górnym Śląsku opór wkraczającym wojskom niemieckim stawiły regularne oddziały Wojska Polskiego oraz ochotnicze formacje samoobrony. Te pierwsze już w nocy z 2 na 3 września rozpoczęły jednak odwrót na wschód. Część oddziałów ochotniczych wycofała się w ślad za wojskiem, inne usiłowały prowadzić działania opóźniające. Ostatecznie do 4 września Niemcy opanowali całą polską część Górnego Śląska wraz ze Śląskiem Cieszyńskim i Zagłębiem Dąbrowskim.
Opór stawiany przez polskie jednostki ochotnicze i paramilitarne podsycił „partyzanckie urojenia” w szeregach niemieckich wojsk. 3 września szef sztabu generalnego kwatermistrza w Oberkommando des Heeres, płk Eduard Wagner, odnotował: „Wszędzie na Górnym Śląsku toczą się ciężkie walki z bandami, które można złamać tylko drakońskimi posunięciami”. Do pacyfikacji regionu zaangażowano jednostki Wehrmachtu, dwie operujące na tym obszarze Einsatzgruppen: EG I, EG II, a także członków dywersyjnej formacji Freikorps Ebbinghaus. Niemniej Wehrmacht był zdania, że siły te są wciąż niewystarczające. Reichsführer-SS Heinrich Himmler wykorzystał ten fakt, by 3 września utworzyć nową grupę operacyjną, Einsatzgruppe zur besonderen Verwendung, której zadaniem miało być „radykalne stłumienie wszystkimi dostępnymi środkami tlącego się polskiego powstania na okupowanych terenach Górnego Śląska”. Razem z nią wysłano na Górny Śląsk dodatkowe bataliony Ordnungspolizei. Himmler rozkazał jednocześnie, aby „Polskich powstańców schwytanych na gorącym uczynku lub z bronią rozstrzeliwać na miejscu”.
Celem masowych represji stali się cywilni obrońcy Górnego Śląska oraz osoby, których nazwiska widniały na niemieckich listach proskrypcyjnych. Jak wskazują raporty Einsatzgruppen, szczególnie zaciekle tropiono jednak weteranów powstań śląskich oraz dawnych działaczy plebiscytowych.
4 września wojska niemieckie wkroczyły do Katowic. Żołnierze Wehrmachtu, funkcjonariusze EG I oraz członkowie Freikorps Ebbinghaus przeprowadzili w mieście wiele masowych i indywidualnych egzekucji. Odbywały się one m.in. przy ulicach Zamkowej, Jagiellońskiej i Barbary, w parku Kościuszki, na pl. Wolności, na boisku sportowym, na miejscowej strzelnicy, na podwórzu katowickiego więzienia, w Załężu, w lesie Zarzecze oraz w Lesie Panewickim. Szacuje się, że we wrześniu 1939 roku zamordowano w Katowicach nawet do 750 osób.
Egzekucje odbywały się także w wielu innych miejscowościach Górnego Śląska i Zagłębia Dąbrowskiego, w tym w Łaziskach Dolnych, Górnych i Średnich (2–3 i 6 września, około 70 ofiar), w Tychach i okolicznych miejscowościach (3–4 i 6 września, ponad 60 ofiar), w Jankowicach (3 września, 13 ofiar), w okolicach Orzesza (3–4 września, ponad 40 ofiar), w Świętochłowicach (3–4 września, 10 ofiar), w Pszczynie (4 września, 13 harcerzy), w Siewierzu (4 września, 10 ofiar), w Mikołowie (5, 7 i 17 września, co najmniej 16 ofiar), w Tarnowskich Górach i ich okolicach (4, 6, 11 i 17 września, kilkanaście ofiar), w Siemianowicach Śląskich (8 września, 6 ofiar), w Piekarach Ślaskich (17 września, 4 ofiary), w Tucznawie (14 harcerzy) i w Chorzowie. W Sosnowcu w publicznej egzekucji przed gmachem ratusza rozstrzelano 4 września dziesięciu zakładników.
Prawdopodobnie we wrześniu 1939 roku Niemcy zamordowali na Górnym Śląsku około 1400 osób.

## Zbrodnie na tle antysemickim

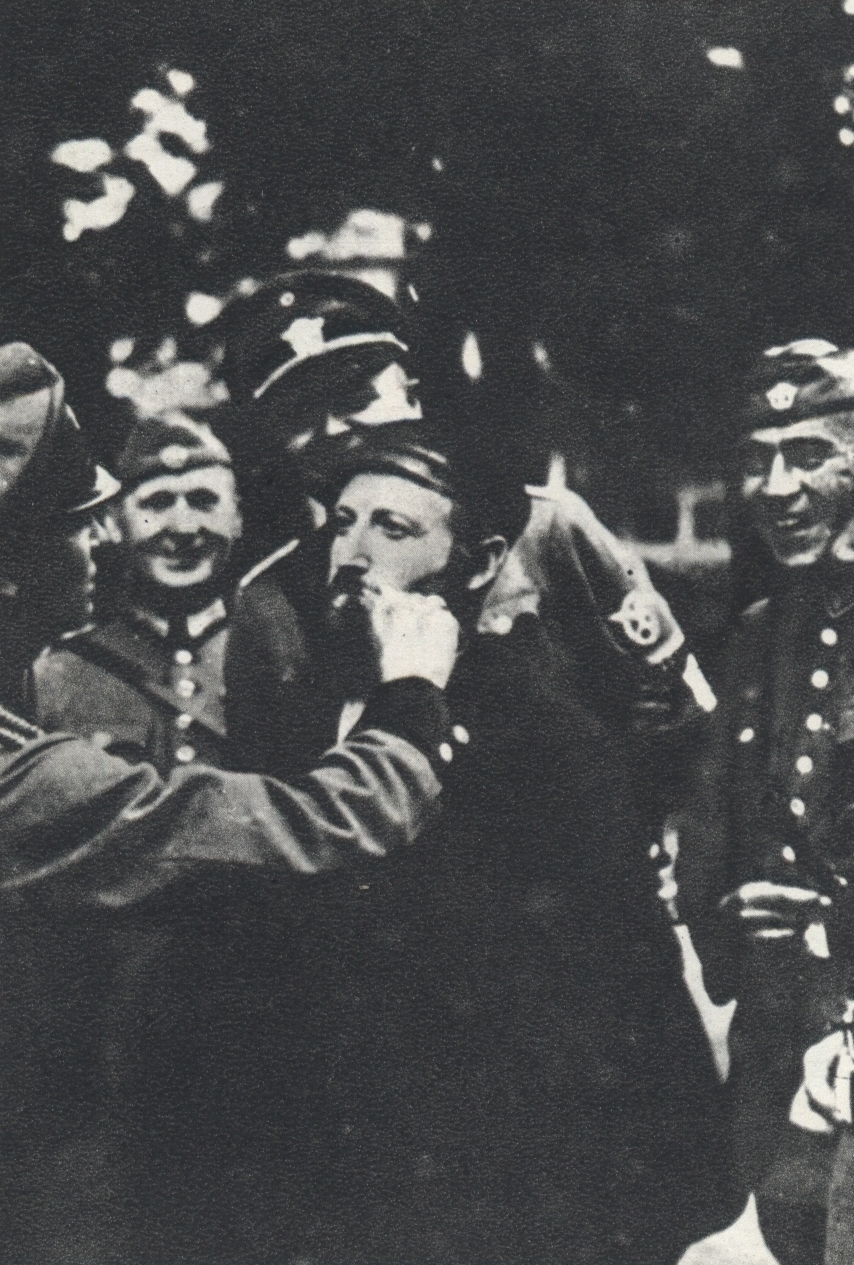
Żydowski mężczyzna dręczony przez niemieckich policjantów. Warszawa, pierwsze dni okupacji.

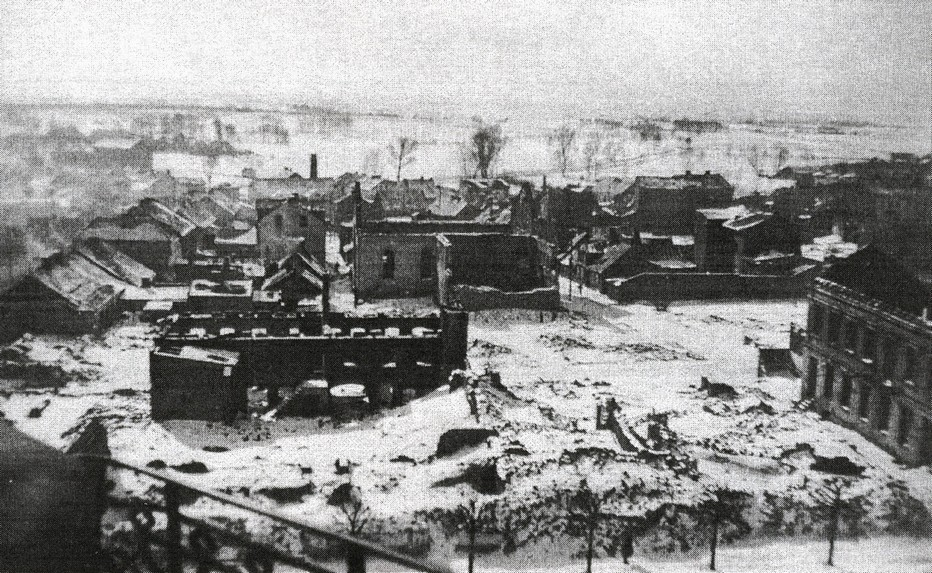
Spalona synagoga w Mławie

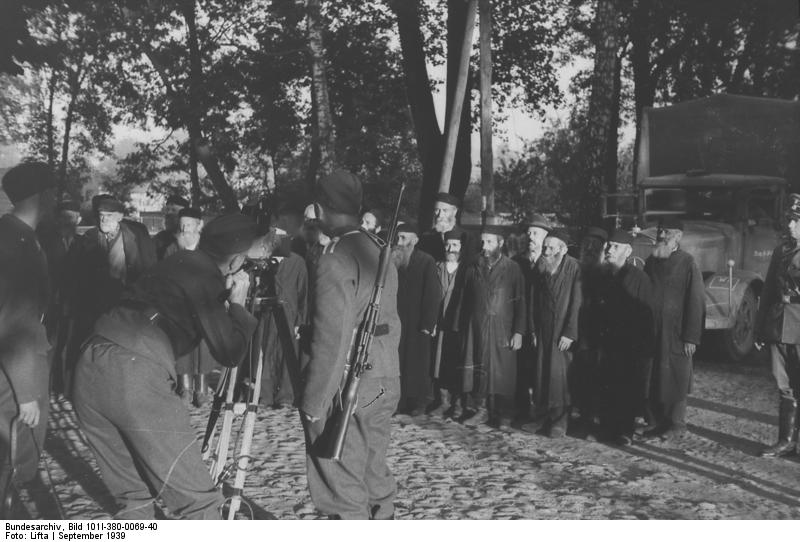
Grupa aresztowanych Żydów. Na pierwszym planie filmujący ich esesmani i policjanci.

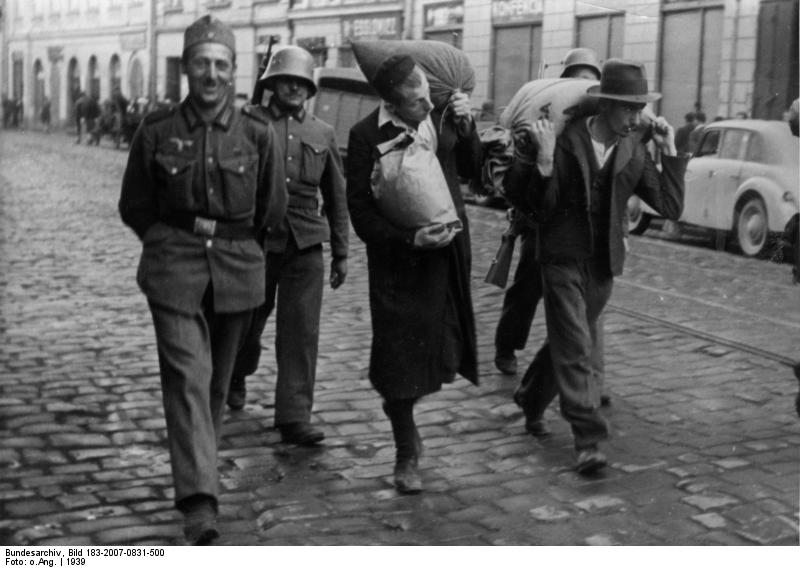
Górny Śląsk. Dwóch Żydów aresztowanych pod zarzutem spekulacji.

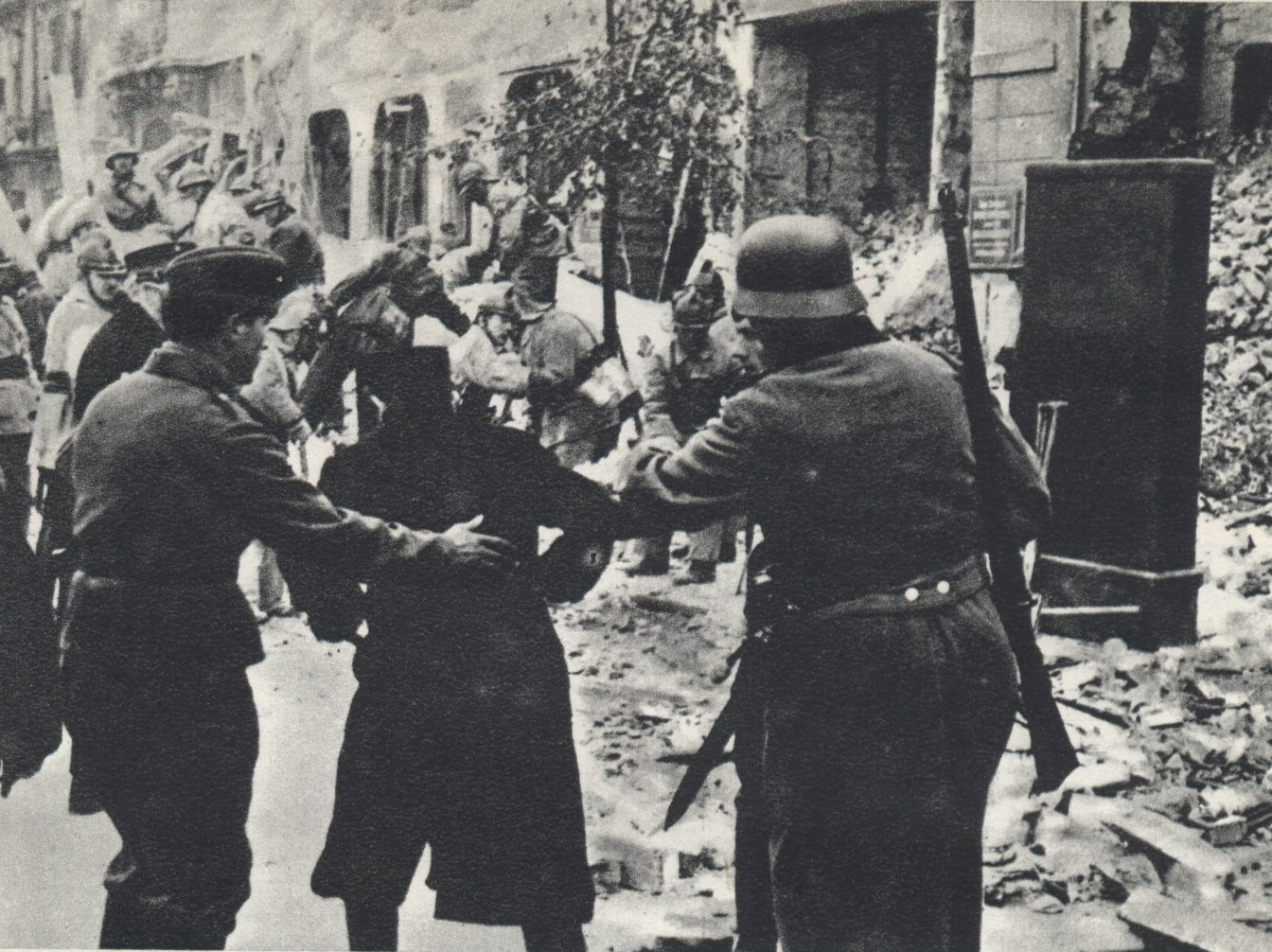
Warszawscy Żydzi zmuszani do pracy przy odgruzowywaniu ulic

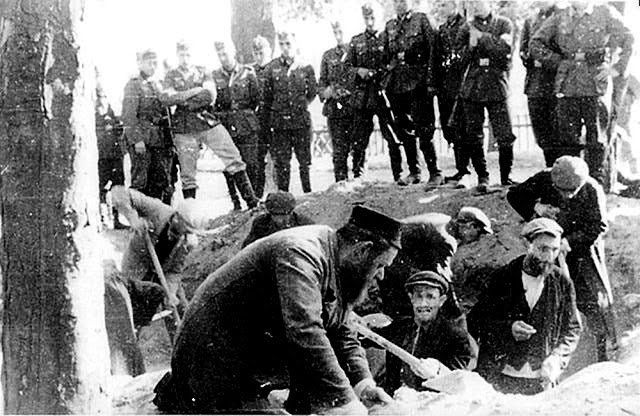
Żydzi z Końskich kopiący mogiły na miejskim rynku na krótko przed masakrą 12 września 1939

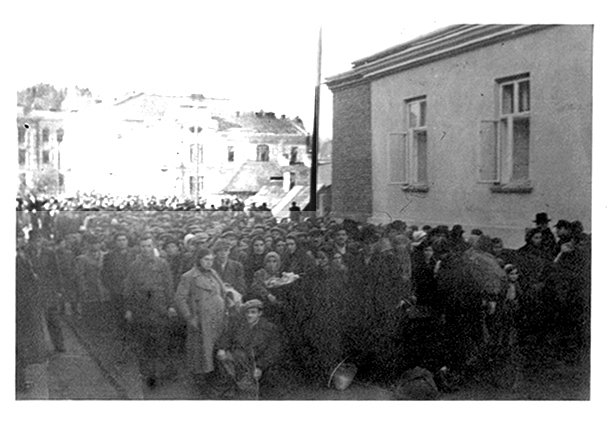
Wypędzenie Żydów z Sanoka

Wkroczeniu wojsk niemieckich do Polski towarzyszyła fala przemocy wobec Żydów. Żołnierze niemieccy byli od lat poddawani indoktrynacji w duchu antysemickim, a ich wrogość wobec Żydów została dodatkowo wzmocniona przez zetknięcie się z zamieszkującymi Polskę „Żydami ze wschodu” (Ostjuden). Różnili się oni bowiem ubiorem i zwyczajami od Żydów niemieckich, co w oczach żołnierzy, policjantów i esesmanów czyniło z nich łatwo rozpoznawalny cel. Jednocześnie ich odmienność zdawała się potwierdzać antysemickie stereotypy rozpowszechniane przez „Der Stürmer” i inne narzędzia nazistowskiej propagandy. Dodatkowo w szeregach niemieckiej armii powszechne było przekonanie, że przestępstwa wymierzone w Żydów nie będą karane.
W konsekwencji w dziesiątkach polskich miejscowości doszło do „błyskawicznych pogromów”. Podczas tych aktów przemocy żołnierze Wehrmachtu oraz innych niemieckich formacji maltretowali, terroryzowali i upokarzali Żydów, a także niszczyli lub rabowali ich mienie. W wielu miejscowościach, m.in. w Aleksandrowie Łódzkim, Cieszynie, Bielsku-Białej, Gąbinie, Gostyniu, Kole, Mławie, Piotrkowie Trybunalskim, Przasnyszu, Sosnowcu, Wągrowcu i Włocławku, spalono lub wysadzono w powietrze synagogi. Niekiedy żydowskie domy modlitwy profanowano, urządzając w nich stajnie (Konin, Serock) lub żołnierskie latryny (Radomsko). Szczególnie rozpowszechnioną „rozrywką” było podpalanie lub obcinanie bród ortodoksyjnym wyznawcom judaizmu, a także zmuszanie Żydów do wykonywania „ćwiczeń gimnastycznych”. Inną powszechną praktyką było zmuszanie Żydów do ciężkiej, często bezsensownej i upokarzającej pracy. W trakcie „błyskawicznych pogromów” dochodziło do gwałtów na żydowskich kobietach.
W niektórych przypadkach te pogromy i akty przemocy zakończyły się masakrami. 2 lub 3 września w Wieruszowie publicznie rozstrzelano od 17 do 24 Żydów, a wielu innych pobito i internowano. 4 września w Żarkach rozstrzelano około 90 Żydów, a obok nich 12 Polaków. W nocy z 5 na 6 września żołnierze Wehrmachtu i SS-Verfügungstruppe zapędzili około 50 Żydów do synagogi w Krasnosielcu, gdzie ich rozstrzelali. 9 września w Lipsku w publicznej egzekucji na miejskim rynku rozstrzelano sześciu Żydów, w tym miejscowego rabina. Tego samego wieczora (lub dzień wcześniej) żołnierze 29 DP (zmot.) przeprowadzili w mieście pogrom, podczas którego zamordowali od 60 do 80 Żydów. Większość ofiar zginęła w podpalonej synagodze. 9 września w Wyszkowie zamordowano co najmniej 65 Żydów. 12 września w Końskich na miejski rynek spędzono kilkudziesięciu Żydów, zmuszając ich do kopania mogił dla poległych niemieckich żołnierzy. Ofiary były przy tym brutalnie bite. Gdy w powstałym chaosie grupa Żydów rzuciła się do ucieczki, przejeżdżający w pobliżu niemiecki oficer otworzył do nich ogień z broni automatycznej. Ogień otworzyli także inni żołnierze. W wyniku masakry zginęły 22 osoby. W Błoniu, w nocy z 18 na 19 września, na rozkaz naczelnego kapelmistrza pułku Leibstandarte SS „Adolf Hitler” rozstrzelano około 50 osób, wyłącznie lub w większości Żydów.
Część zbrodni na Żydach była wynikiem wydanych odgórnie rozkazów. Nazistowscy przywódcy z niepokojem obserwowali fakt, że w wyniku okupacji zachodniej i centralnej Polski liczba Żydów znajdujących się pod niemieckim panowaniem wzrośnie o prawie 2 miliony. Już na początku drugiego tygodnia września SS-Gruppenführer Reinhard Heydrich zaproponował wysiedlenie polskich Żydów na tereny, które zgodnie z zapisami układu Ribbentrop-Mołotow miały się znaleźć pod okupacją ZSRR. Plan ten został najprawdopodobniej zaakceptowany przez naczelne dowództwo Wehrmachtu. Świadczyć może o tym dyrektywa z 12 września 1939 roku, skierowana przez płk. Eduarda Wagnera do dowództwa Grupy Armii „Południe”, zawierająca rozkaz „wywiezienia za San” wszystkich Żydów z polskiej części Górnego Śląska. Jednocześnie, aby przyspieszyć masowy exodus ludności żydowskiej do strefy sowieckiej, Niemcy rozpoczęli brutalne pogromy i wysiedlenia. Kluczową rolę w tej akcji odegrały Einsatzgruppen, zwłaszcza Einsatzgruppe zur besonderen Verwendung (EG z.b.V.), dowodzona przez SS-Obergruppenführera Udo von Woyrscha oraz Einsatzgruppe I (EG I) dowodzona przez SS-Brigadeführera Bruno Streckenbacha.
9 września Einsatzgruppe z.b.V. dokonała masakry w Będzinie, gdzie jej funkcjonariusze spalili synagogę i zamordowali kilkuset Żydów. Ta sama jednostka zamordowała około 50 Żydów w Trzebini, 98 Żydów w okolicach Sławkowa oraz kolejnych trzydziestu dwóch pod Wieliczką. W Krakowie, w odwecie za rzekome ostrzelanie żołnierzy Wehrmachtu, funkcjonariusze EG I rozstrzelali 12 września dziesięciu Żydów. Swoistym „znakiem firmowym” Einsatzgruppen, zwłaszcza w południowej Polsce, stały się w tym czasie podpalenia synagog. Między innymi, 8 września EG z.b.V. spaliła Synagogę Wielką w Katowicach. Proceder ten przybrał takie rozmiary, że Heinrich Himmler był zmuszony wydać 9 września zarządzenie, aby oszczędzone zostały przynajmniej synagogi w Krakowie, Łodzi i Warszawie.
Po dotarciu nad San Einsatzgruppe z.b.V. i EG I systematycznie mordowały Żydów, aby wywołać falę ucieczek na tereny okupowane przez ZSRR. Einsatzkommando 3/I, będące częścią EG I, na odcinku między Sandomierzem a Jarosławiem wypędziło za San około 18 tysięcy Żydów. W Dynowie inna jednostka, Einsatzkommando 1/I, zamordowała co najmniej 200 osób. Około 150 ofiar rozstrzelano poza miastem, pozostałych pięćdziesiąt spalono żywcem w synagodze. Kilka dni później pozostałych dynowskich Żydów przepędzono wpław przez San do strefy sowieckiej. Największa masakra miała jednak miejsce w Przemyślu, gdzie między 16 a 19 września 1939 roku funkcjonariusze EG z.b.V. i EG I zamordowali co najmniej 500–600 Żydów.
Wypędzenia Żydów poza niemiecko-sowiecką linię demarkacyjną były także przeprowadzane na północnym Mazowszu i na Suwalszczyźnie, które docelowo miały zostać wcielone w skład Prus Wschodnich. Einsatzgruppe V wypędziła m.in. znaczną liczbę Żydów z Mławy, Przasnysza, Ostrołęki, Pułtuska i Nasielska.
Liczba Żydów zamordowanych przez Niemców we wrześniu 1939 roku nie została dotąd dokładnie ustalona. Prawdopodobnie należy ją szacować w tysiącach.
21 września, a więc jeszcze przed zakończeniem działań wojennych w Polsce, w Berlinie odbyła się narada pod przewodnictwem SS-Gruppenführera Reinharda Heydricha, w której udział wzięli szefowie najważniejszych departamentów Głównego Urzędu Policji Bezpieczeństwa i dowódcy Einsatzgruppen. Ustalono wówczas, że wszyscy Żydzi zamieszkujący ziemie, które planowano wcielić do Rzeszy, zostaną przesiedleni na tereny centralnej Polski. Masowe wysiedlenia miało poprzedzić usunięcie ludności żydowskiej z obszarów wiejskich i jej koncentracja w większych ośrodkach miejskich. Na pozostałych terenach okupowanych także zamierzano przymusowo przesiedlić Żydów do większych miejscowości, zwłaszcza do tych, które leżały w pobliżu linii kolejowych. Zapadły jednocześnie decyzje dotyczące przeprowadzenia spisu ludności żydowskiej i utworzenia Judenratów.

## Naloty na obiekty cywilne

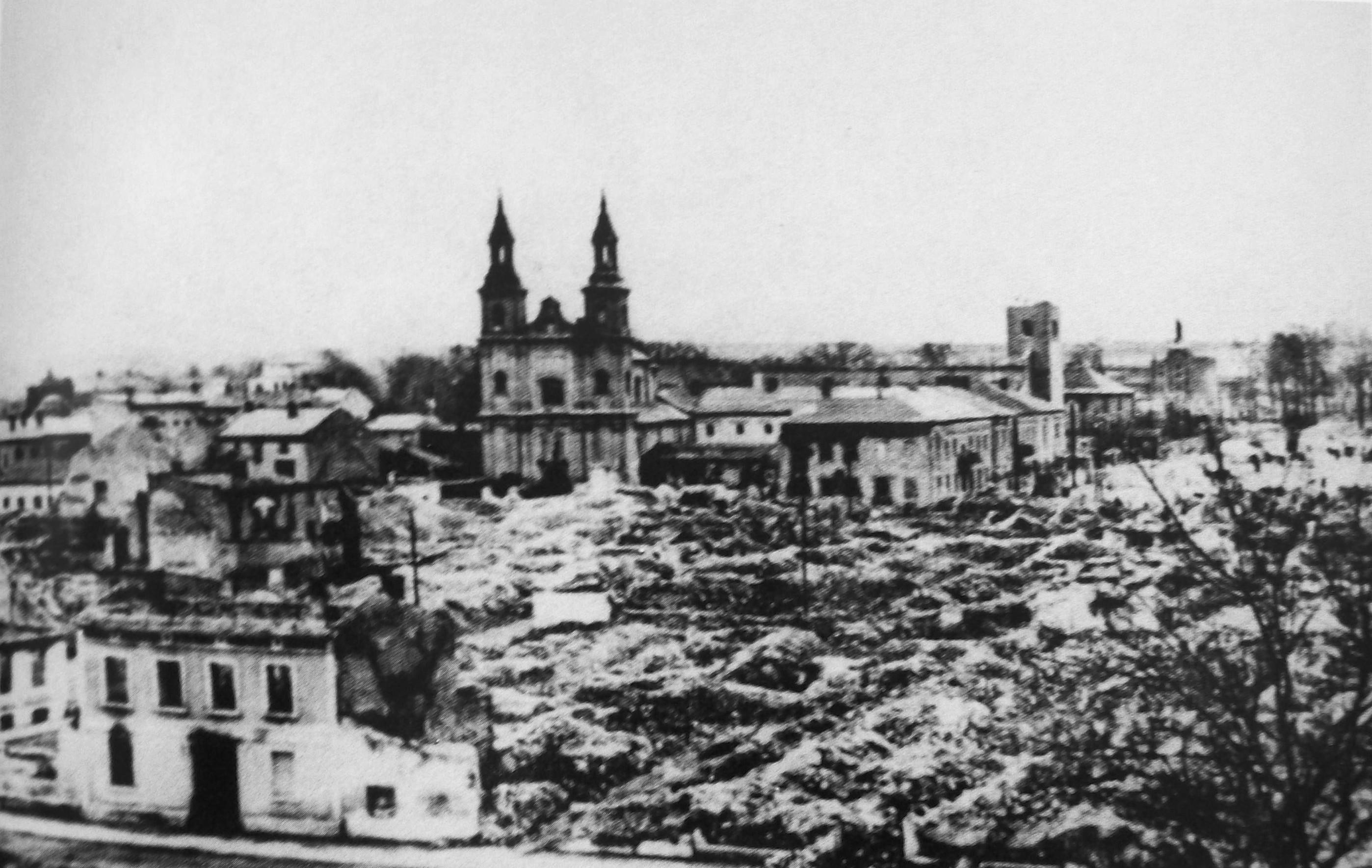
Zniszczenia spowodowane nalotami na Wieluń

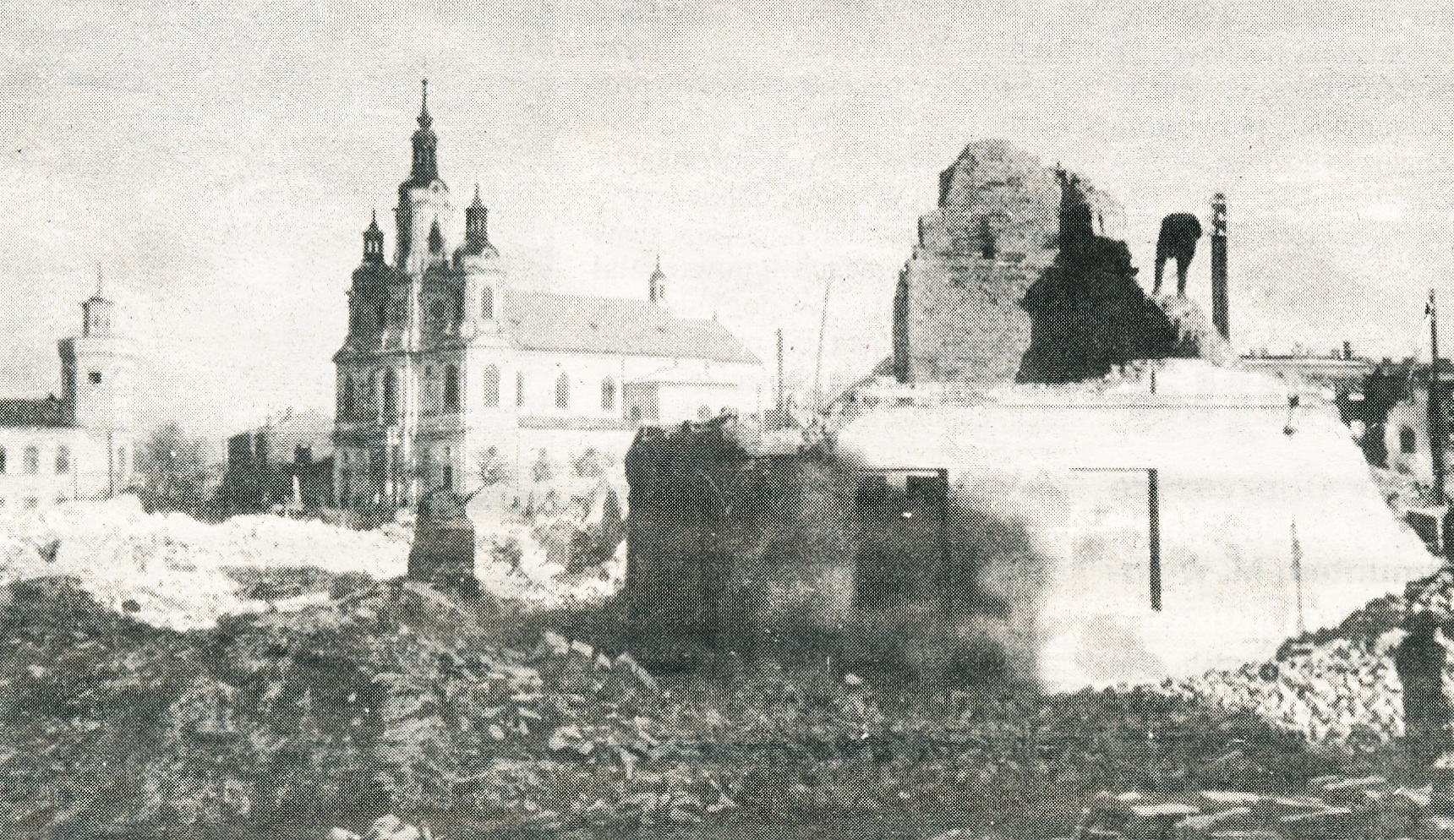
Radomsko. Zniszczenia spowodowane niemieckimi nalotami.

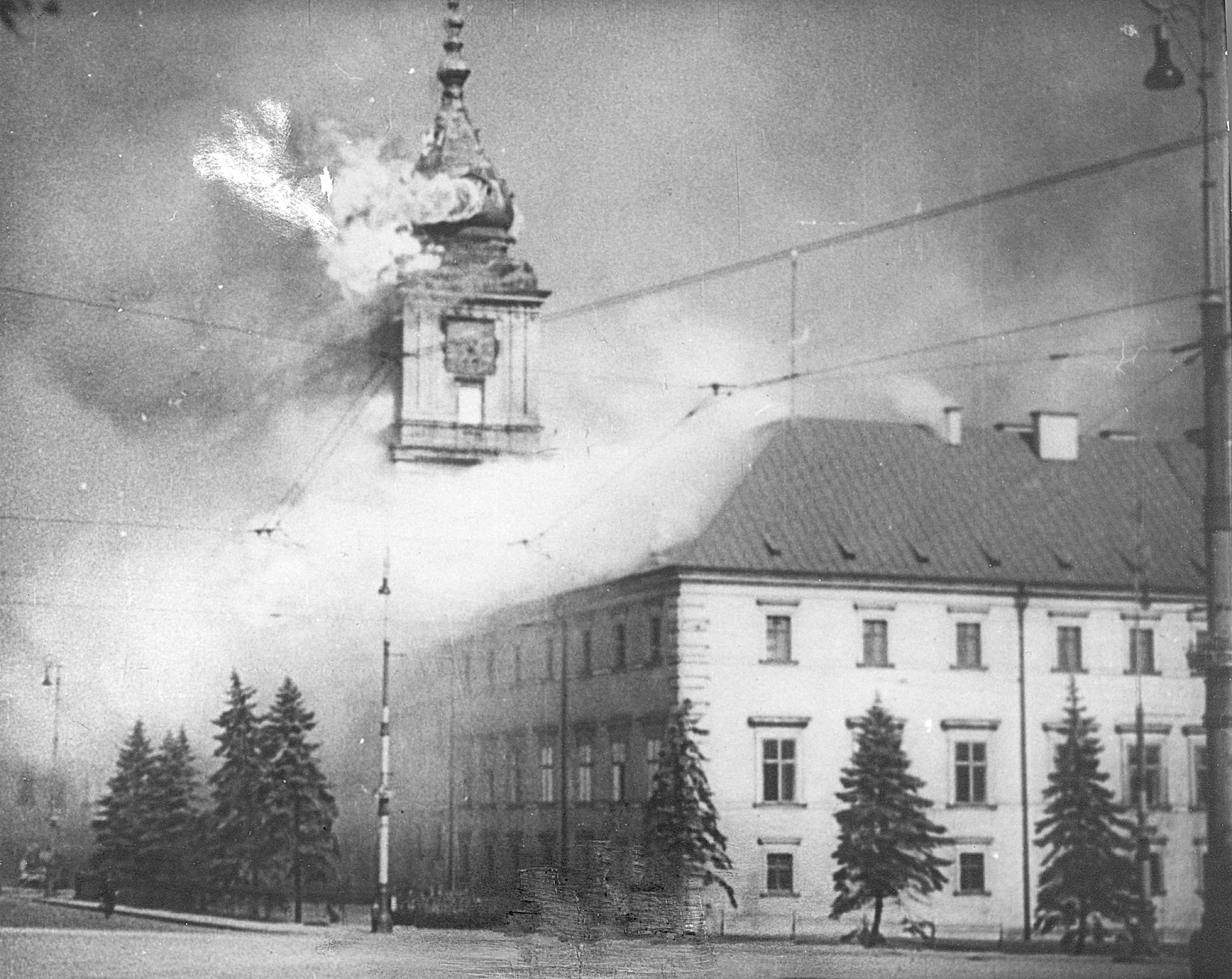
Płonący Zamek Królewski w Warszawie, 17 września 1939

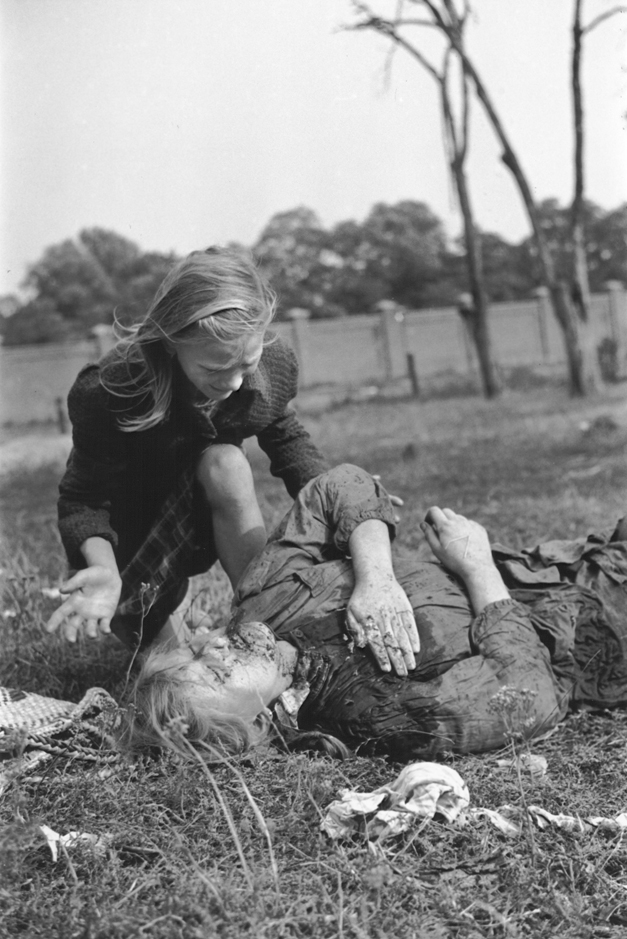
Kazimiera Kostewicz rozpaczająca nad zwłokami swej starszej siostry Anny, zabitej ogniem broni pokładowej z niemieckiego samolotu. Warszawa, 13 września 1939

Podczas kampanii wrześniowej niemieckie siły zbrojne po raz pierwszy na masową skalę wykorzystały lotnictwo do walki z ludnością cywilną. Według obliczeń Szymona Datnera, we wrześniu 1939 roku Luftwaffe zbombardowała łącznie 158 niebronionych miast i osiedli w Polsce. Szacunki te są jednak niepełne, chociażby ze względu na fakt, że obejmują wyłącznie te miejscowości, które po 1945 roku pozostały w granicach Polski.
1 września 1939 roku, poczynając od wczesnych godzin porannych, Luftflotte 4 przeprowadziła serię nalotów na Wieluń. W tym czasie w mieście nie stacjonowały żadne polskie oddziały, nie posiadało ono także obrony przeciwlotniczej. Bomby Luftwaffe zniszczyły miasto w 70–75%. Pod gruzami zbombardowanego szpitala zginąć miało 26 pacjentów i sześć pracownic. Całkowita liczba ofiar mogła według źródeł polskich sięgnąć nawet 1200, aczkolwiek powojenne śledztwa pozwoliły ustalić nazwiska tylko 127 zabitych.
Wśród miast, które w kolejnych dniach doznały szczególnie dużych zniszczeń na skutek niemieckich nalotów, był Sulejów. Mimo iż nie był broniony i nie stacjonowały w nim polskie oddziały, 4–6 września został kilkukrotnie zbombardowany przez Luftwaffe. 6 września do akcji włączyła się także niemiecka artyleria. W konsekwencji Sulejów został zniszczony w 80%, a liczba zabitych sięgnęła od 600 do 1500.
W Żarkach, które zbombardowano w drugim dniu wojny, zginęło od 70 do 150 osób. W zbombardowanym 4 września Uniejowie zginęło około 70 osób, w tym liczni uchodźcy z powiatu ostrowskiego. 13 września ofiarą koncentrycznego nalotu padł Frampol. Miasteczko zostało zniszczone w blisko 90%, aczkolwiek straty w ludziach okazały się niewielkie. Wśród miast, w których naloty niemieckiego lotnictwa spowodowały zniszczenie ponad 50% zabudowy, znalazły się również Kurów i Garwolin.
Ponadto niemieccy lotnicy wielokrotnie atakowali kolumny uchodźców na drogach oraz pociągi ewakuacyjne przewożące ludność cywilną – również w sytuacjach, gdy w okolicy nie było polskich żołnierzy. Już 4 września w komunikacie informacyjnym Armii „Poznań” podano:

Niemieccy lotnicy ostrzeliwują z broni pokładowej ciągnące szosami w kierunku wschodnim kolumny uchodźców. Serie oddawane były przy dobrej widoczności z pułapu 100–200 m. [...] pomyłka, że mogą to być kolumny wojskowe, była absolutnie wykluczona. Kolumny uciekinierów składały się głównie z osób starszych, kobiet i dzieci; było wśród nich wielu zabitych i rannych.

Ataki na kolumny uchodźców odnotowano m.in. w rejonie Gniezna oraz na szosie Warszawa – Siedlce. Na tej ostatniej miało zginąć około 600 osób. 2 września na dworcu kolejowym w Kole zbombardowano pociąg ewakuacyjny z Krotoszyna, na skutek czego zginęło od 200 do 300 cywilów. Ataki na pociągi ewakuacyjne miały również miejsce w okolicy Słupcy oraz w Łukowie (4 września). Zdarzało się nawet, że niemieccy piloci polowali na pojedyncze osoby; odnotowano m.in. przypadek zabicia przez lotnika 8-letniego chłopca pasącego krowy. Symbolem okrucieństwa Luftwaffe stała się w szczególności śmierć 14-letniej Anny Kostewicz, zabitej ogniem broni pokładowej podczas kopania kartofli na przedmieściu Warszawy, uwieczniona na fotografii przez amerykańskiego fotoreportera Juliena Bryana.
Od pierwszego dnia wojny celem niemieckich nalotów była Warszawa. Niemieccy lotnicy nie ograniczali się przy tym do atakowania celów militarnych, lecz bombardowali i ostrzeliwali także obiekty cywilne, w tym szpitale, kościoły, instytucje kultury oraz budowle zabytkowe. Świadkowie wspominali, że upublicznianie adresów szpitali lub oznaczanie ich znakami Czerwonego Krzyża nie tylko nie zapobiegało atakom, lecz wręcz wzmagało ostrzał artyleryjski i bombardowania z powietrza. Niemieccy lotnicy nie tylko bombardowali miasto, lecz również ostrzeliwali ludność z broni pokładowej, obierając za cel m.in. strażaków gaszących pożary, uchodźców na drogach wylotowych oraz kobiety kopiące kartofle na polach. O tym, iż naloty na Warszawę miały terrorystyczny charakter, świadczyć może m.in. fakt, że większe straty spowodowały w centrum miasta, niż w dzielnicach podmiejskich, które leżały bliżej linii frontu. W rozkazie dziennym sztabu generalnego Luftwaffe z 10 września wprost nakazano „poczynić daleko idące zniszczenia w gęsto zasiedlonych dzielnicach miasta”, uzasadniając to rzekomymi polskimi zbrodniami na niemieckich żołnierzach.
Najsilniejszy nalot na Warszawę nastąpił 25 września. Dzień ten do historii stolicy przeszedł jako „lany poniedziałek” lub „czarny poniedziałek”. Od godzin porannych aż do zmroku miasto było bombardowane z niespotykaną dotąd intensywnością. Był to najsilniejszy nalot w dotychczasowej historii wojen, a zarazem największy atak Luftwaffe na pojedyncze miasto do czasu bombardowań Stalingradu w 1942 roku. W płomieniach stanęły m.in. szpital św. Ducha oraz budynek główny Szpitala Dzieciątka Jezus. Szacuje się, że tego dnia zginęło od 5 do 10 tys. osób. Łącznie podczas oblężenia Warszawy liczba ofiar wśród ludności cywilnej, spowodowanych niemieckimi nalotami i ostrzałem artyleryjskim, mogła sięgnąć 25 tys. zabitych i nawet do 50 tys. rannych.
Zdaniem Jochena Böhlera naloty na obiekty cywilne, które Luftwaffe przeprowadzała w Polsce w wrześniu 1939 roku, miały na celu sterroryzowanie ludności, a także sprawdzenie w praktyce możliwości technicznych nowoczesnych sił powietrznych.

## Gwałty i grabieże

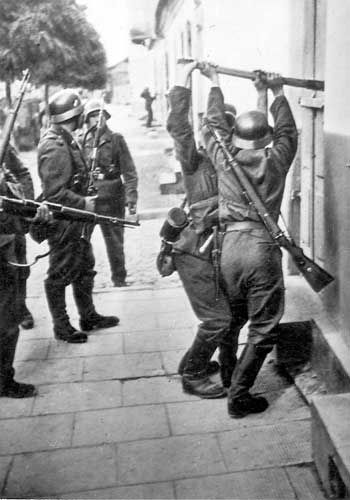
Niemieccy żołnierze włamujący się do domu w zachodniej Polsce

Mimo surowych rozkazów dotyczących utrzymania karności, w szeregach oddziałów Wehrmachtu walczących w Polsce pojawiały się poważne problemy z dyscypliną. Ich przejawem były liczne przypadki bezprawnych rekwizycji i otwartej grabieży. Niemieccy żołnierze rabowali m.in. alkohol, papierosy, biżuterię, meble i towary luksusowe. Takie incydenty odnotowano m.in. w Kaliszu, Sanoku, Krakowie i Kielcach. W Łodzi dowództwo 8 Armii zostało zmuszone 16 września do wprowadzenia zakazu wstępu do miasta żołnierzom, którzy nie byli tam zakwaterowani lub nie posiadali pisemnego zezwolenia bądź rozkazu przełożonego. W Łomży oficerowie Armii Czerwonej, którzy przejęli miasto z rąk Niemców, zwrócili niemieckim dowódcom uwagę na „bardzo złe wspomnienia”, jakie pozostawili po sobie rabujący sklepy żołnierze Wehrmachtu.
Po kapitulacji i wkroczeniu wojsk niemieckich do Warszawy w mieście wybuchła fala grabieży. Wojskowy komendant Warszawy, gen. Conrad von Cochenhausen, był zmuszony wystosować 6 października pismo do dowódców 18 DP i 19 DP, w którym zalazły się następujące stwierdzenia:

Zabronione rekwizycje – czytaj: grabieże – przybrały w Warszawie rozmiary, które są hańbą dla armii, i bardzo niekorzystnie odbiły się na dyscyplinie w jej szeregach. Zdarzało się, że żołnierze buszujący w piwnicach z winem strzelali do siebie nawzajem […] Ekscesy pijanych oficerów są na porządku dziennym.

Zachowane niemieckie dokumenty wojskowe wskazują, że wkroczeniu wojsk niemieckich do Polski towarzyszyły przypadki gwałtów na polskich i żydowskich kobietach. Ze względu na ograniczoną bazę źródłową skala tego zjawiska pozostaje jednak trudna do oszacowania.
SS-Gruppenführer Reinhard Heydrich odnotował z satysfakcją:

Na tle przestępstw, rabunków i ekscesów armii SS i policja z pewnością nie wypadają najgorzej.

O tym, jak dużą skalę przybrały problemy z dyscypliną, świadczyć może fakt, iż kwestia ta aż do końca 1939 roku była przedmiotem rozkazów wydawanych przez Naczelnego Dowódcę Wojsk Lądowych gen. Walthera von Brauchitscha. Działania na rzecz ukrócenia rabunków i gwałtów, które podejmowało niemieckie dowództwo, nie były przy tym motywowane współczuciem dla ludności cywilnej, lecz obawą przed obniżeniem dyscypliny i nadszarpnięciem wizerunku Wehrmachtu.

## Podsumowanie
Według niepełnych szacunków liczba ofiar zbrodni niemieckich w kampanii wrześniowej obejmuje:
- ponad 3 tys. żołnierzy Wojska Polskiego, których zabito z dala od toczących się działań bojowych[72];
- od 10 tys.[72] do kilkudziesięciu tysięcy[304] cywilów, którzy zginęli w wyniku nalotów lotniczych i ostrzału artyleryjskiego;
- 16 336 cywilów, których zamordowano w 714 egzekucjach przeprowadzonych między 1 września a 25 października 1939 roku, czyli w okresie obowiązywania zarządu wojskowego na okupowanych ziemiach polskich. Spośród tych ofiar aż 12 137, a więc niemal 75%, zostało rozstrzelanych we wrześniu 1939 roku[305][i]. Wśród zamordowanych zdecydowanie przeważali mężczyźni (96%), niemniej w gronie ofiar znalazła się także pewna liczba kobiet i dzieci[306].

Nie sposób ustalić ilu egzekucji dokonał Wehrmacht, a ilu formacje policyjne i paramilitarne. Niemniej w ocenie Jochena Böhlera: „można założyć, że przynajmniej podczas niemieckiej inwazji na Polskę Wehrmacht miał na swoim koncie niewiele mniej ofiar egzekucji, niż grupy operacyjne policji czy formacje SS”.
Ten sam historyk jest jednocześnie zdania, że skala przemocy stosowanej przez armię niemiecką wobec polskiej ludności cywilnej i jeńców uzasadnia postawienie tezy, że już we wrześniu 1939 roku w Polsce pojawiły się zwiastuny wojny totalnej, którą III Rzesza rozpętała dwa lata później na pełną skalę wraz z atakiem na ZSRR.
4 października Adolf Hitler ogłosił powszechną amnestię dla wszystkich żołnierzy Wehrmachtu, funkcjonariuszy SS i Ordnungspolizei oraz członków Selbstschutzu, którzy w okresie od 1 września do 4 października 1939 roku popełnili w okupowanej Polsce „czyny z wściekłości wywołanej okrucieństwami, których dopuścili się Polacy”. Dokument ten kontrasygnowali szef Oberkommando der Wehrmacht gen. Wilhelm Keitel oraz sekretarz stanu w Ministerstwie Sprawiedliwości Rzeszy Roland Freisler. Poprawki zgłoszone przez najwyższych dowódców wojskowych dotyczyły jedynie wyłączenia stosowania amnestii w odniesieniu do sprawców zbrodni i wykroczeń, które były spowodowane brakiem dyscypliny wojskowej (gwałtów, rabunków, wymuszeń itp.).
Böhler wskazuje, że surowe kary, które w czasie walk w Polsce wymierzano żołnierzom niemieckim, którym udowodniono rabunki, gwałty lub dezercję, kontrastują z bezkarnością, którą cieszyli się sprawcy masakr na ludności cywilnej. W jego ocenie:

Dopóki niekontrolowane ekscesy niemieckich żołnierzy i esesmanów nie przynosiły szkody założonej misji wojskowej, dopóty wszelka interwencja uznawana była wręcz za niepożądaną. Można by pójść jeszcze o krok dalej i stwierdzić, iż na początku wojny niemieccy dowódcy wojskowi potraktowali wybryki podległych im żołnierzy jako środek służący szybkiej „pacyfikacji” kraju. Akty terroru miały łamać istniejący już opór ludności cywilnej lub odstraszać Polaków od podejmowania wrogiej działalności w przyszłości. Tak więc masowe rozstrzeliwania [...] i naloty bombowe Luftwaffe stanowiły jedynie dwie strony tego samego medalu.

Po zakończeniu wojny w Republice Federalnej Niemiec nie pociągnięto do odpowiedzialności karnej żadnego byłego żołnierza lub oficera Wehrmachtu odpowiedzialnego za zbrodnie popełnione w okresie obowiązywania zarządu wojskowego w okupowanej Polsce. Również żaden z funkcjonariuszy Einsatzgruppen nie został skazany za zbrodnie popełnione w Polsce jesienią 1939 roku.

## W kulturze
Niemieckiemu najazdowi na Polskę we wrześniu 1939 roku oraz towarzyszącym mu zbrodniom jest poświęcony niemiecki film dokumentalny Der Überfall. Deutschlands Krieg gegen Polen z 2009 roku (reż. Knut Weinrich).